# Biserica de lemn Sfinții Arhangheli din Șilea

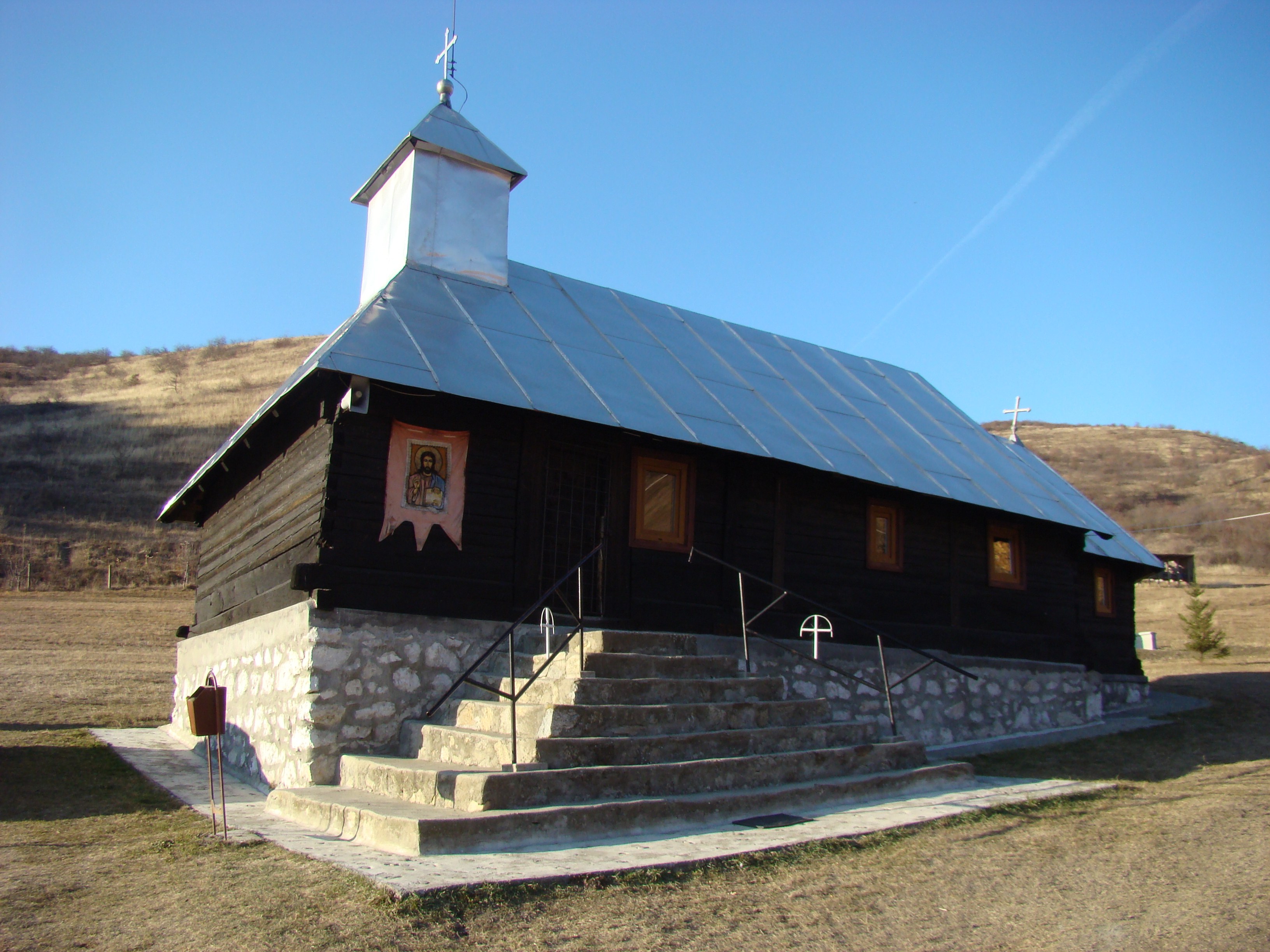
Biserica de lemn „Sfânta Treime” de la Mănăstirea Fărău, comuna Fărău, județul Alba, foto: noiembrie 2011.

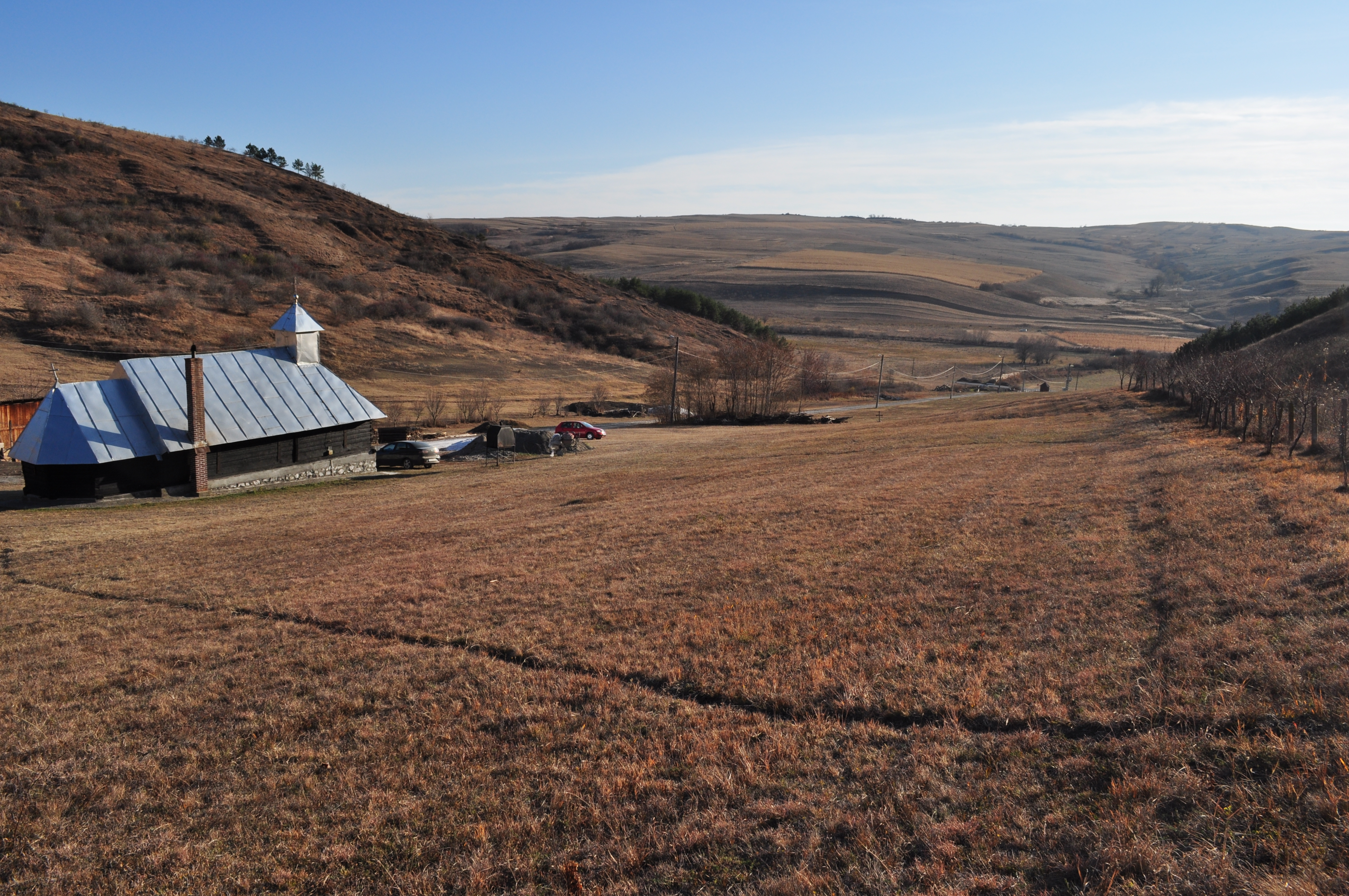
Biserica din depărtare.

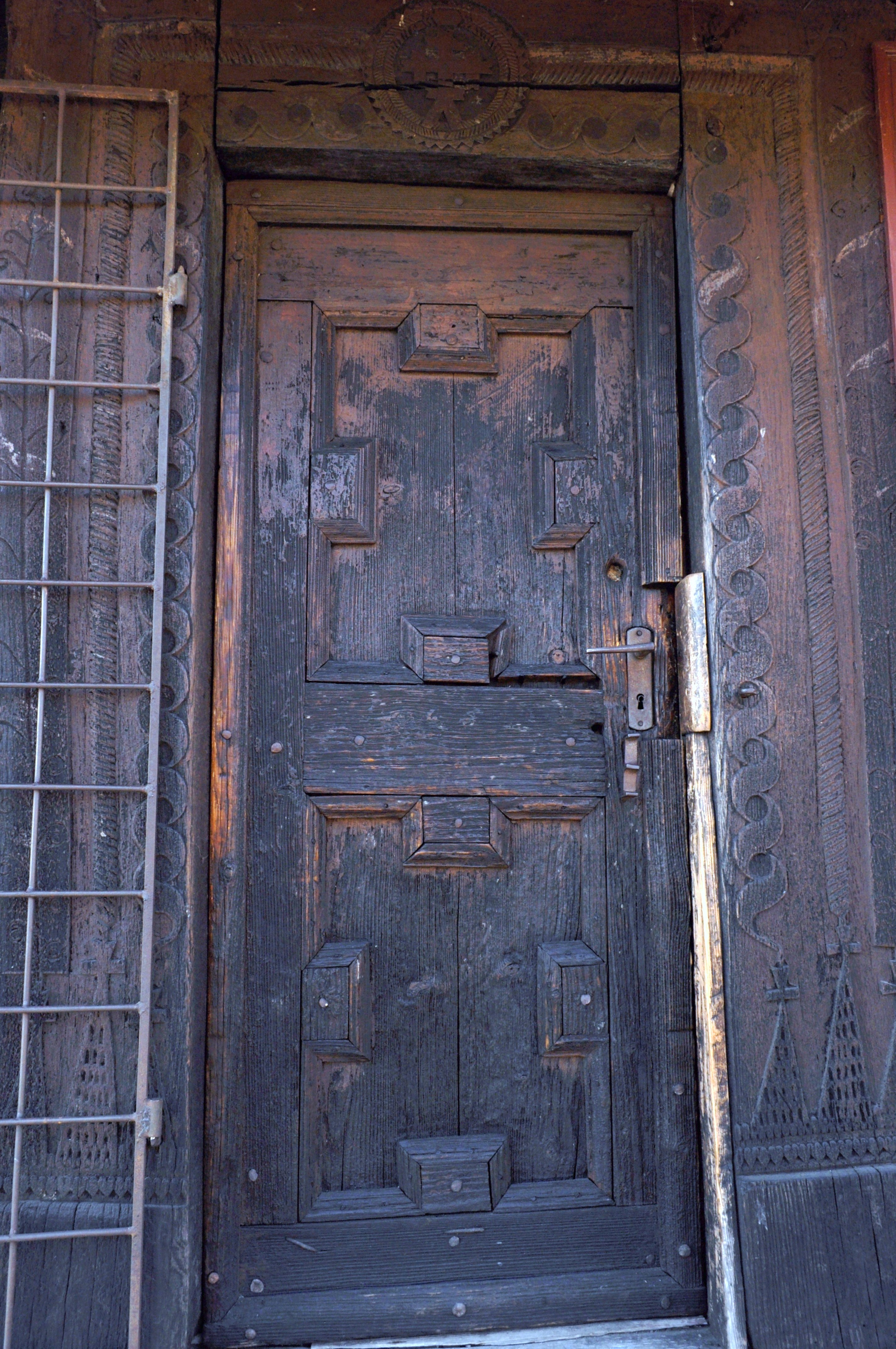
Portalul exterior.

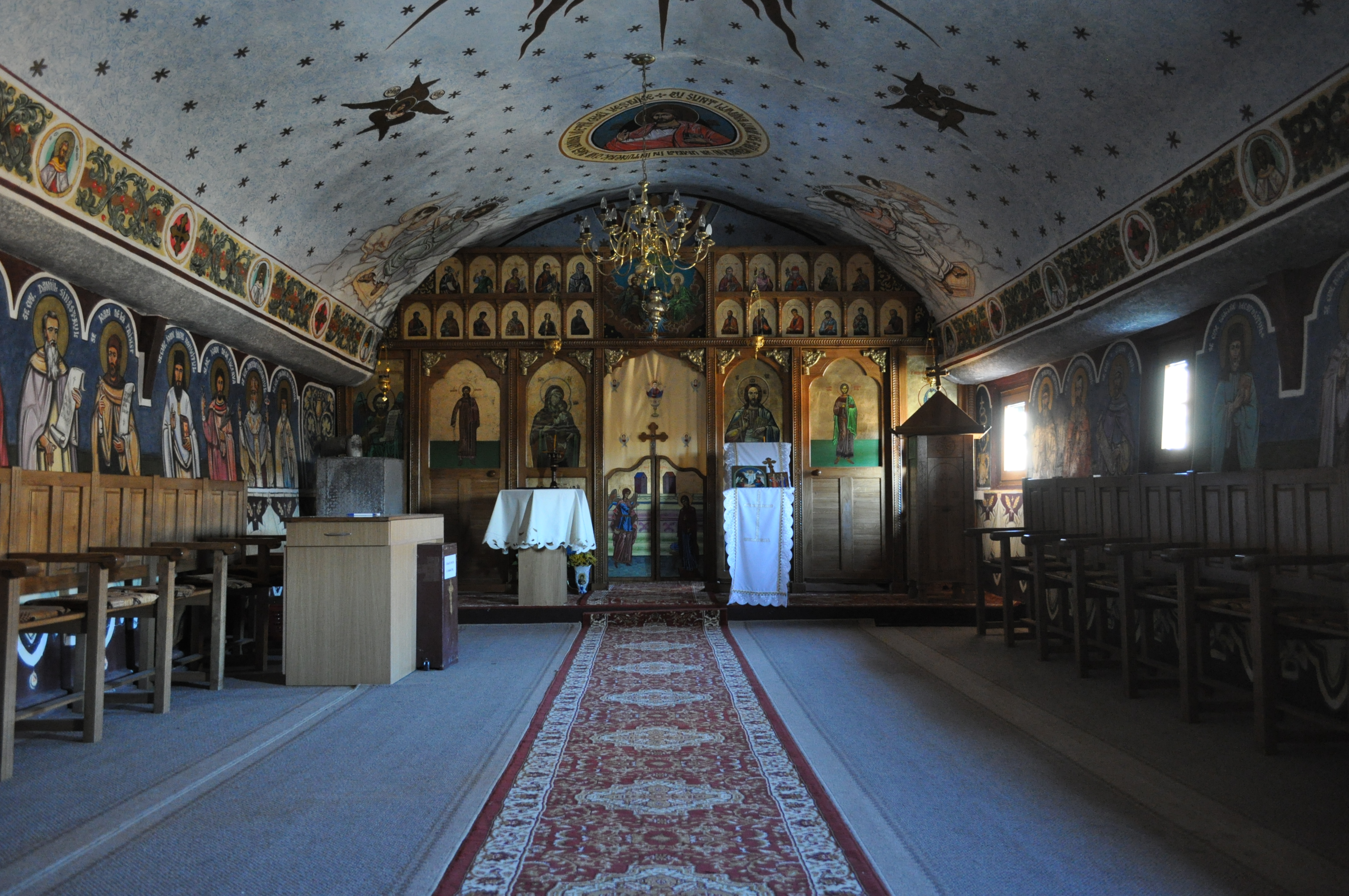
Interiorul navei.

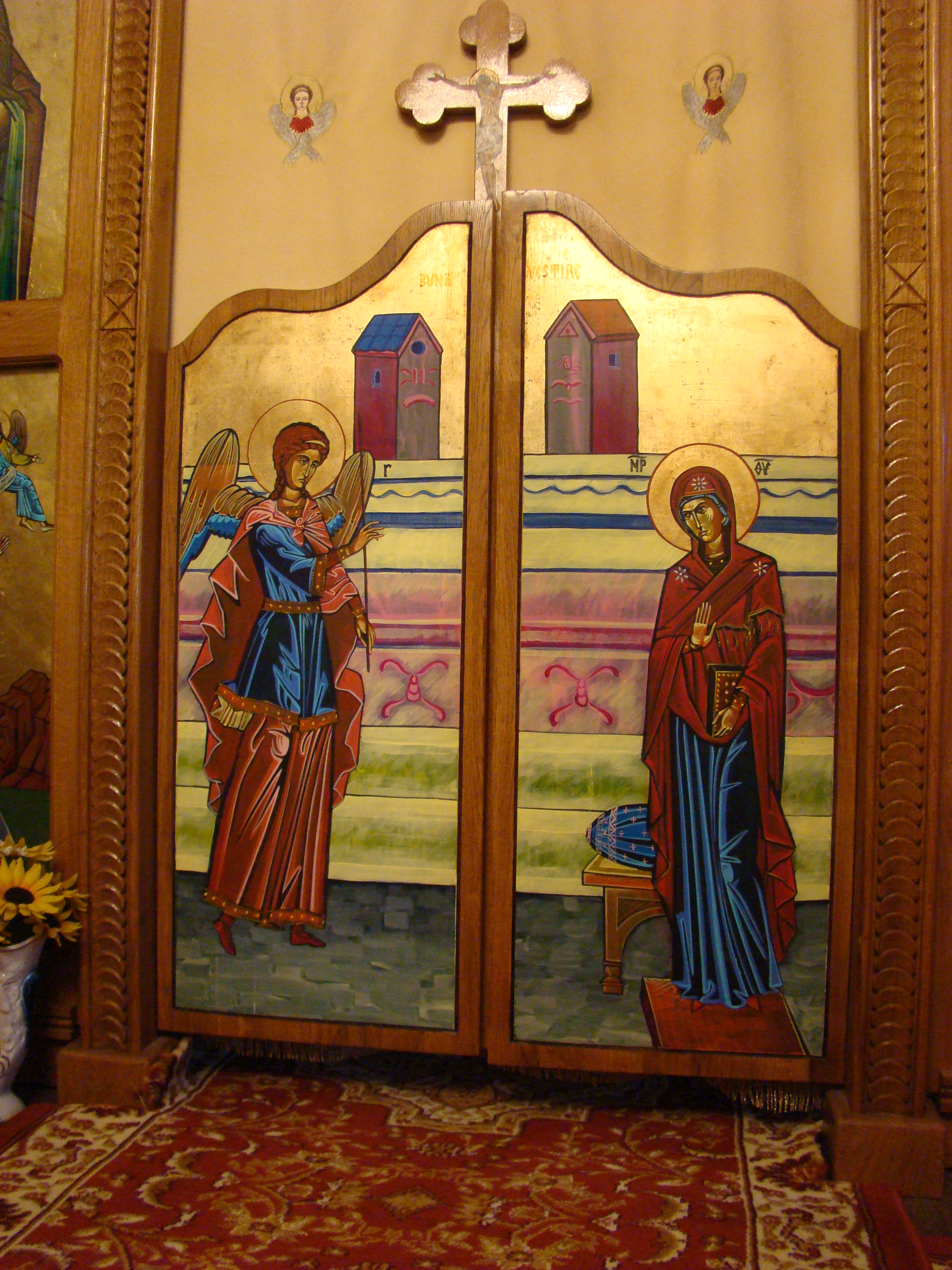
Ușile împărătești: Buna Vestire.

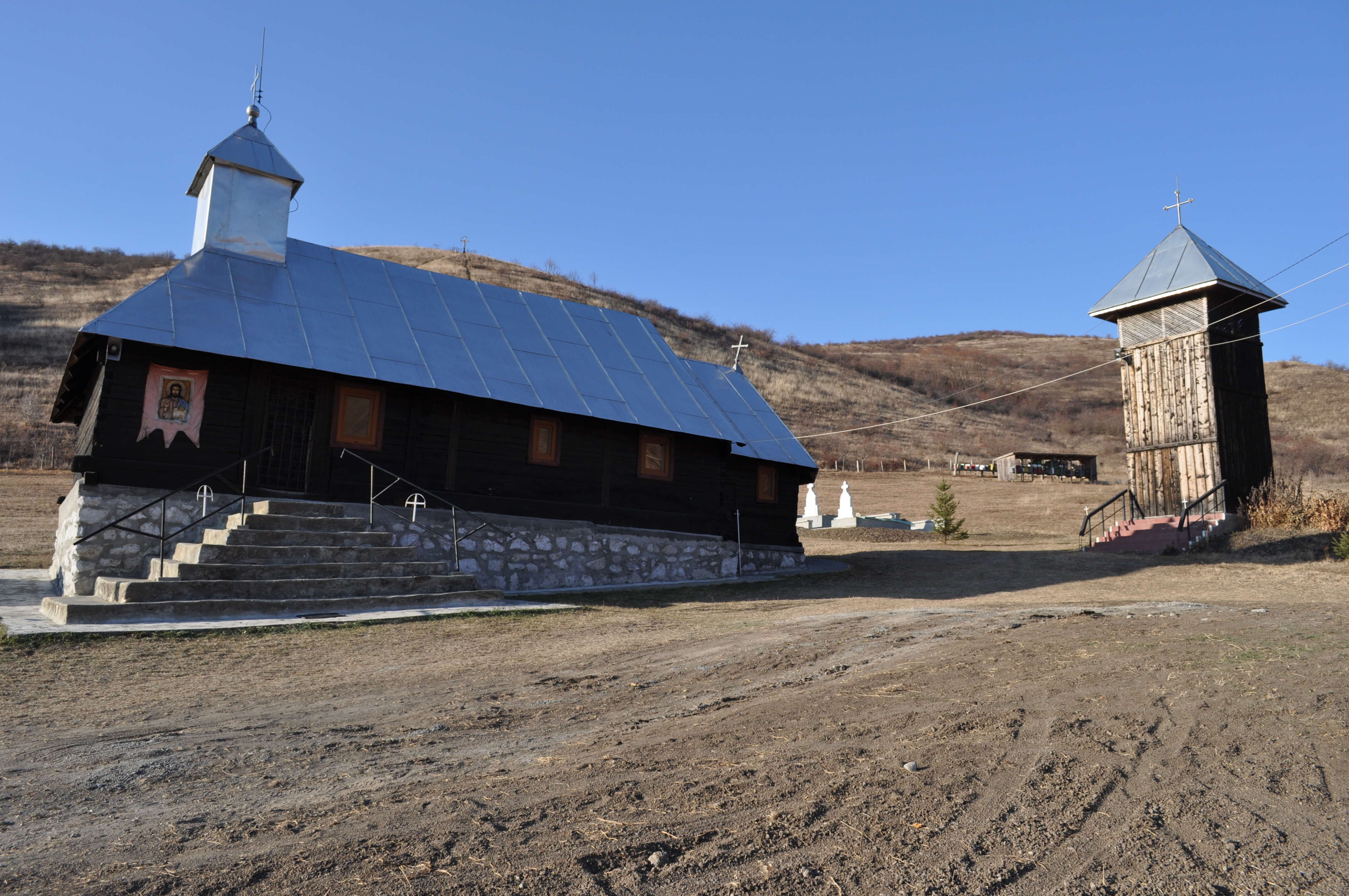
Biserica și clopotnița nouă.

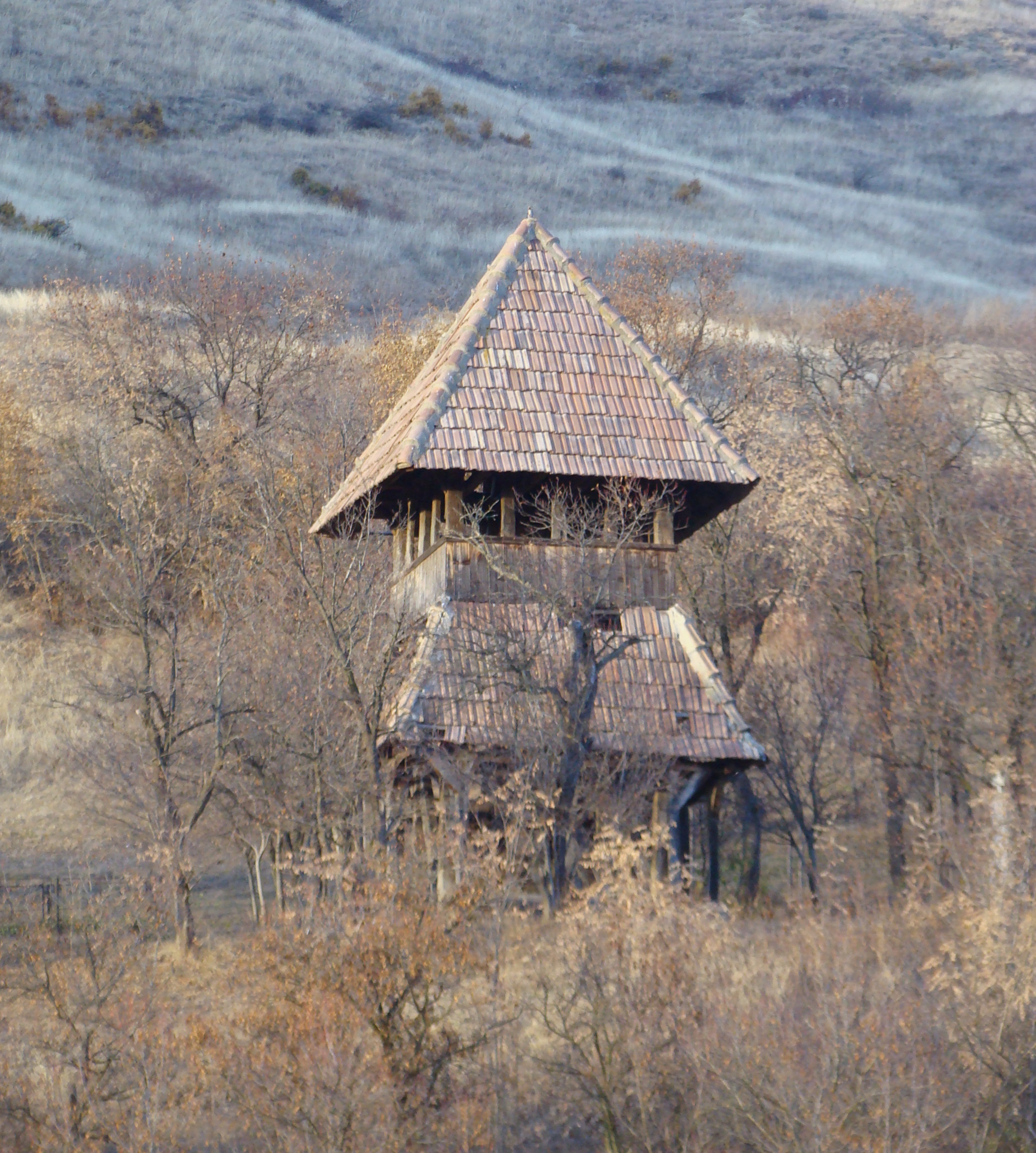
Clopotnița veche rămasă pe amplasamentul inițial în satul Șilea.

Biserica de lemn „Sfinții Arhangheli" din Șilea a fost construită în a doua jumătate a secolului al XVII-lea (1664). În anul 1995 a fost mutată la Mănăstirea Fărău situată între  satul Șilea și centrul de comună Fărău.

## Istoric
Mănăstirea Fărău a fost înființată în 1995 având o biserică de lemn din a doua jumătate a secolului al XVII-lea adusă aici din satul Șilea. Cea mai veche dintre cele două biserici de lemn din satul Șilea era amplasată în cimitirul vechi al satului și avea hramul „Sfinții Arhangheli”, fiind monument istoric (cod LMI AB-II-m-B-00365.01). A fost grav afectată de inundațiile catastrofale din 1975. Pentru salvarea ei a fost mutată la Mănăstirea Fărău unde hramul a fost schimbat în „Sfânta Treime”. Biserica mănăstirii Fărău a fost pictată în frescă în anul 2003.
Clopotnița bisericii de lemn a ramas în Șilea, fiind la rândul său monument istoric, cu cod LMI AB-II-m-B-00365.02.

## Trăsături
Planul construcției este dreptunghiular, cu absida decroșată, poligonală, cu cinci laturi. Sistemul de acoperire: boltă semicilindrică în pronaos și naos, retrasă de la linia pereților printr-o bârnă, cu profile crestate, închisă spre vest printr-un timpan înclinat. Pereții sunt îmbinați în coadă de rândunică, iar consolele sunt cioplite mărunt, în trepte. Din zestrea originară a bisericii a fost salvat ancadramentul intrării de pe latura sudică, bogat decorat, cu motive ornamentale care cresc din cei trei pomi ai vieții. Din patrimoniul bisericii au făcut parte icoane pictate de Iacov zugrav. În 1843 Ioan Jijin a repictat naosul, decorul pictural fiind în prezent distrus. Aceeași soartă a avut-o și pictura absidei, iar în lipsa însemnărilor nu se poate face nici o precizare de datare sau zugrav.
Valoroasele icoane datorate lui Iacov din Rășinari, pictate în 1739, 1745, 1746 și 1749 au ajuns în colecția Arhiepiscopiei Ortodoxe a Alba Iuliei. Ușile împărătești, realizate tot de Iacov Zugravul, se află la Muzeul Național al Unirii.

## Imagini din exterior

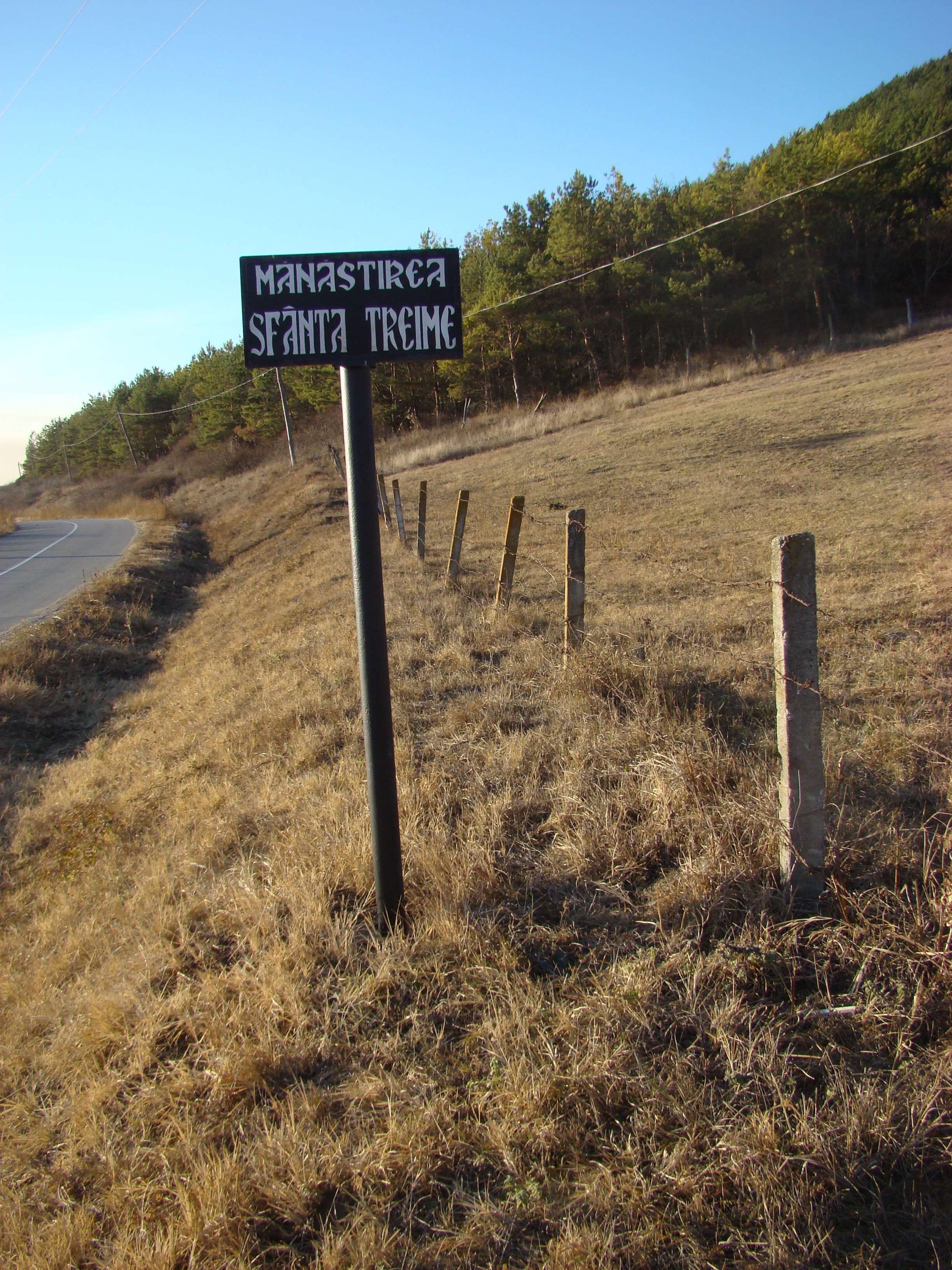
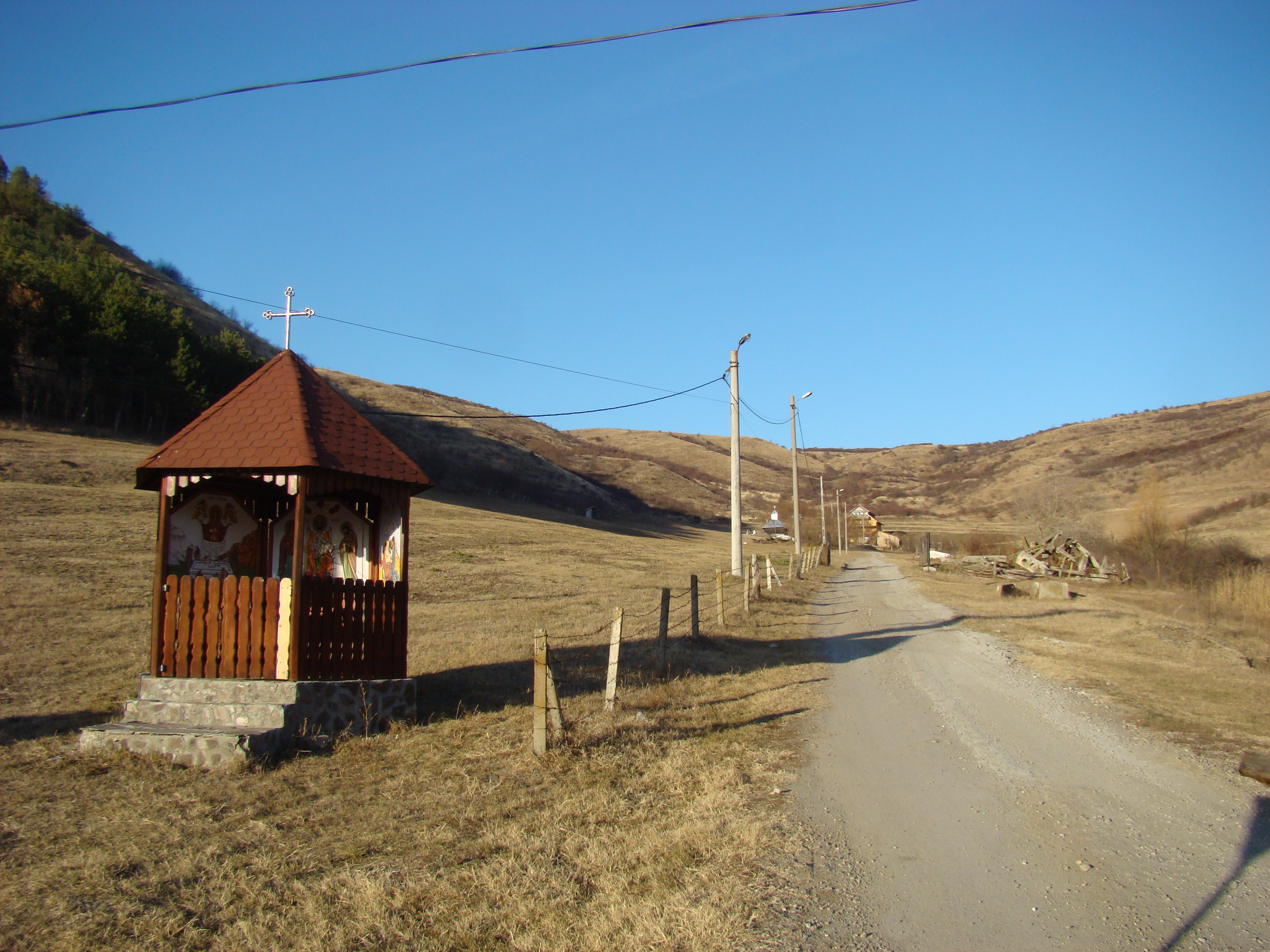
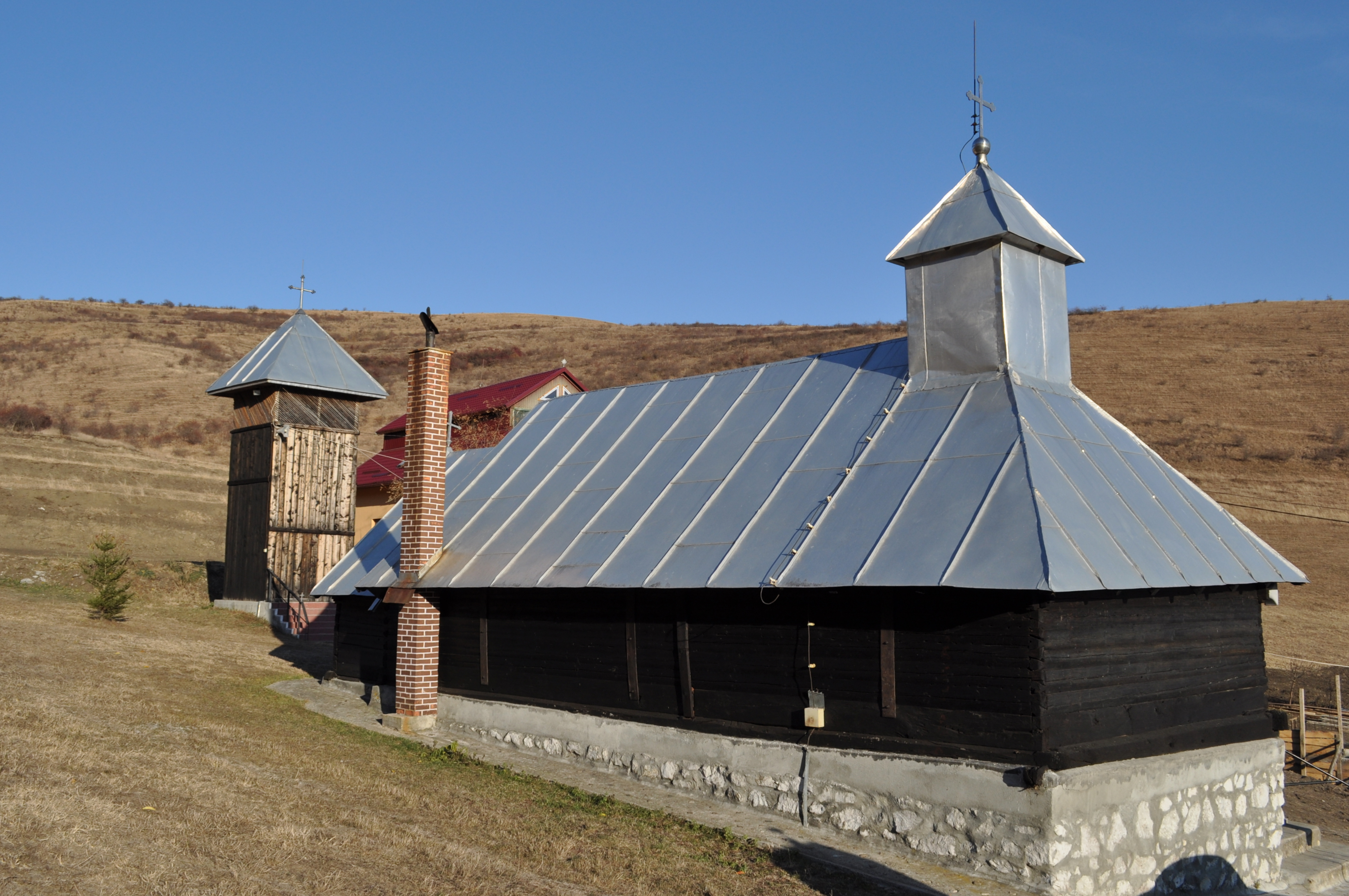
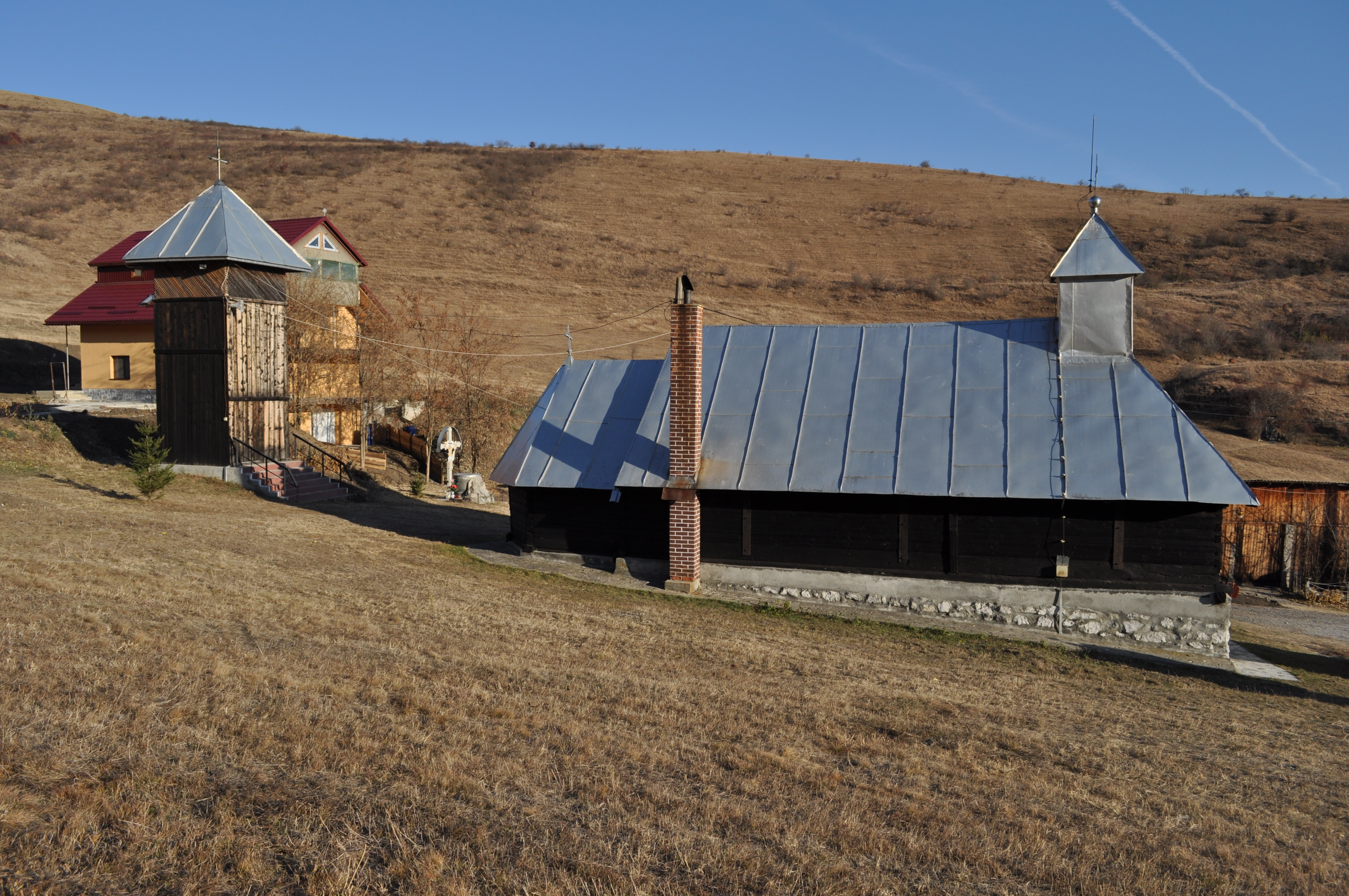
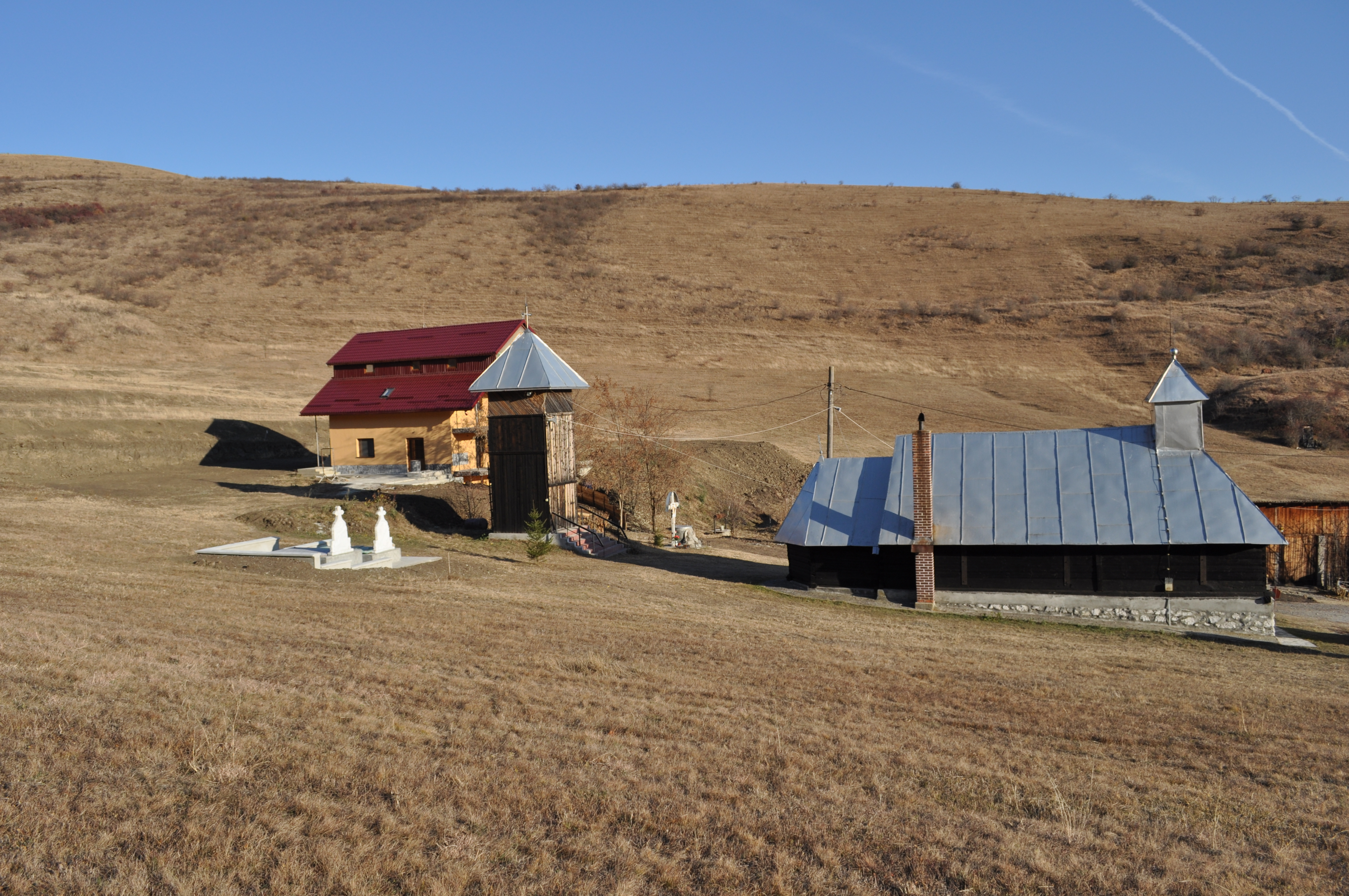
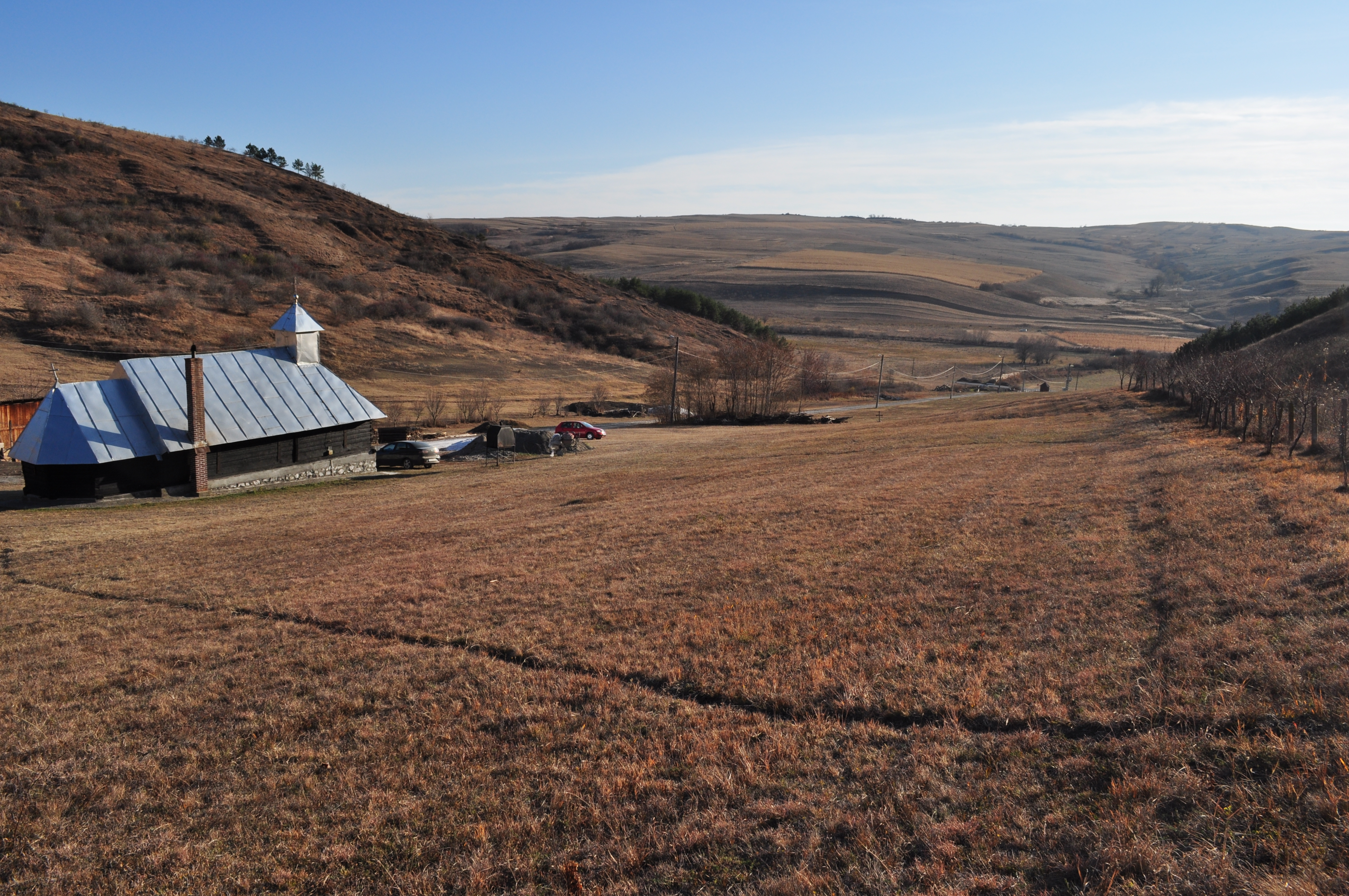
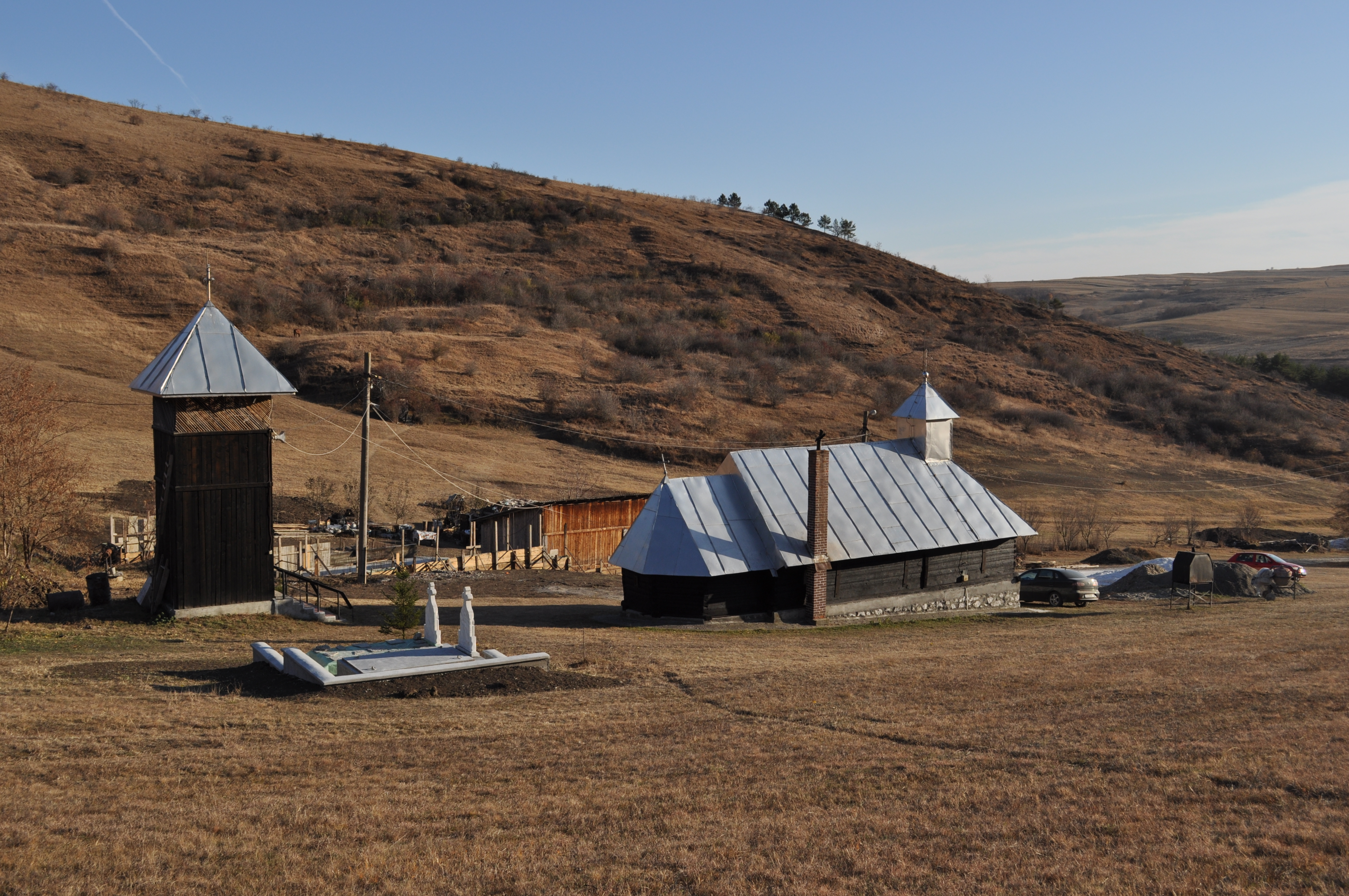
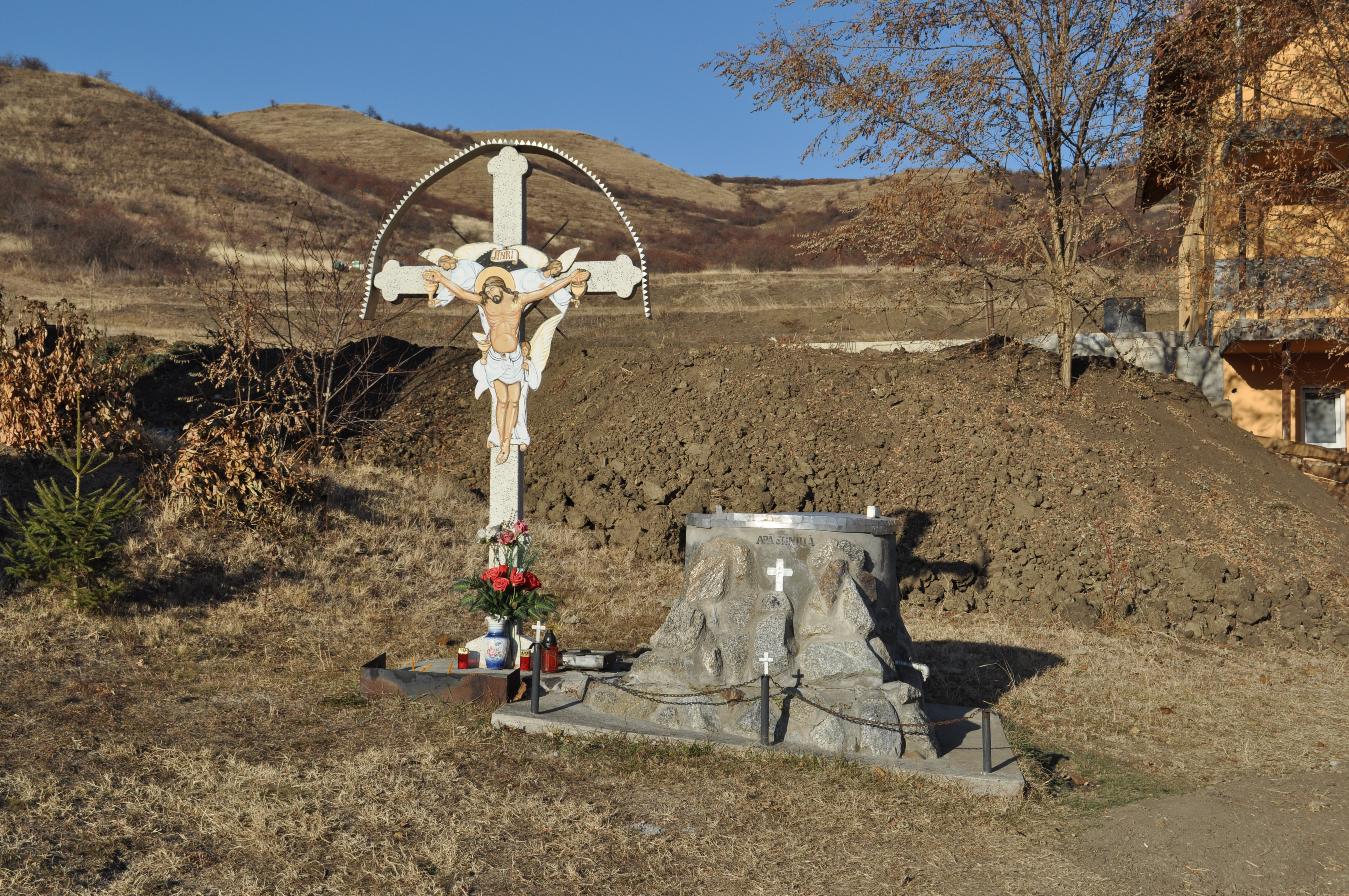
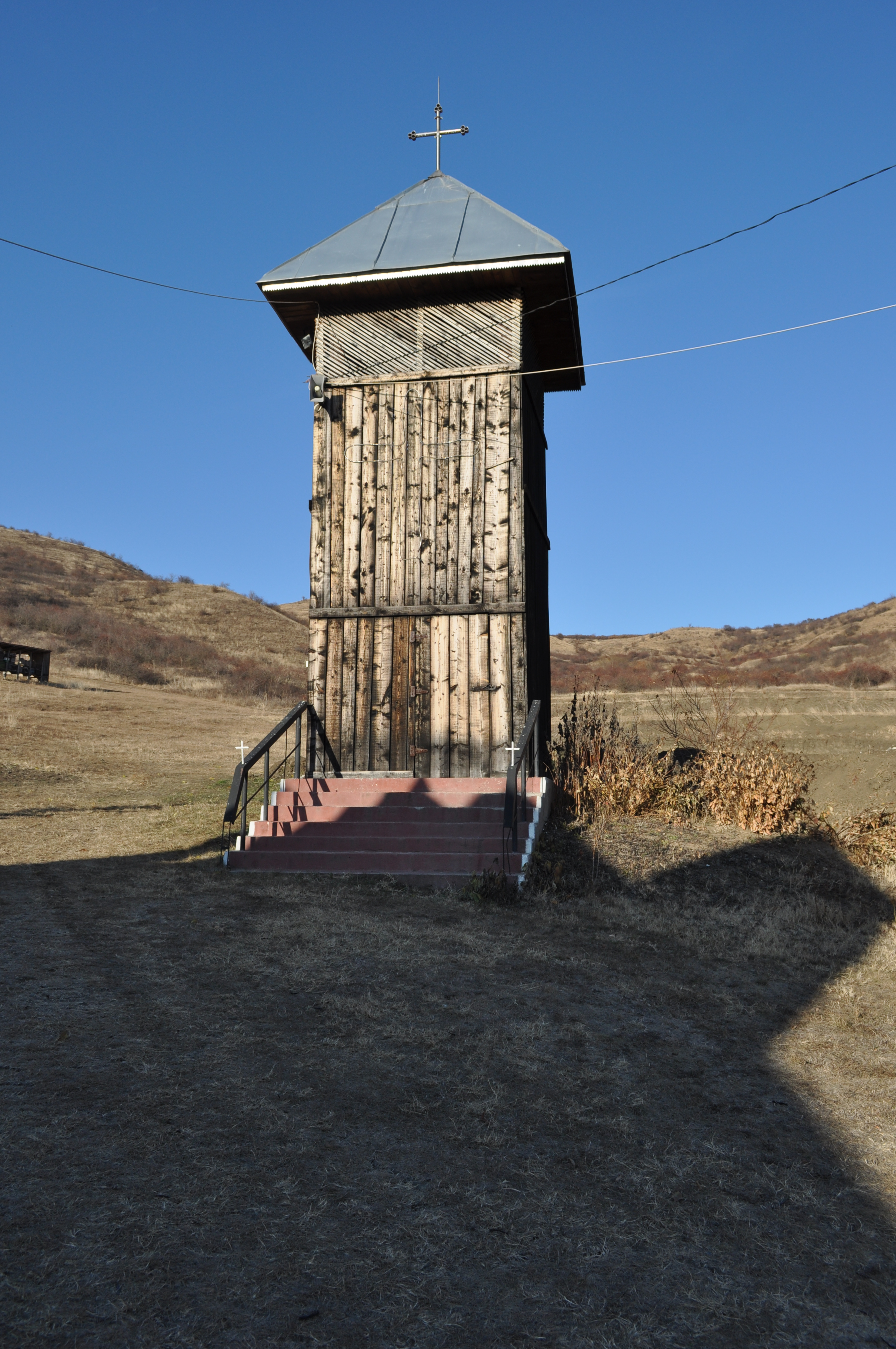
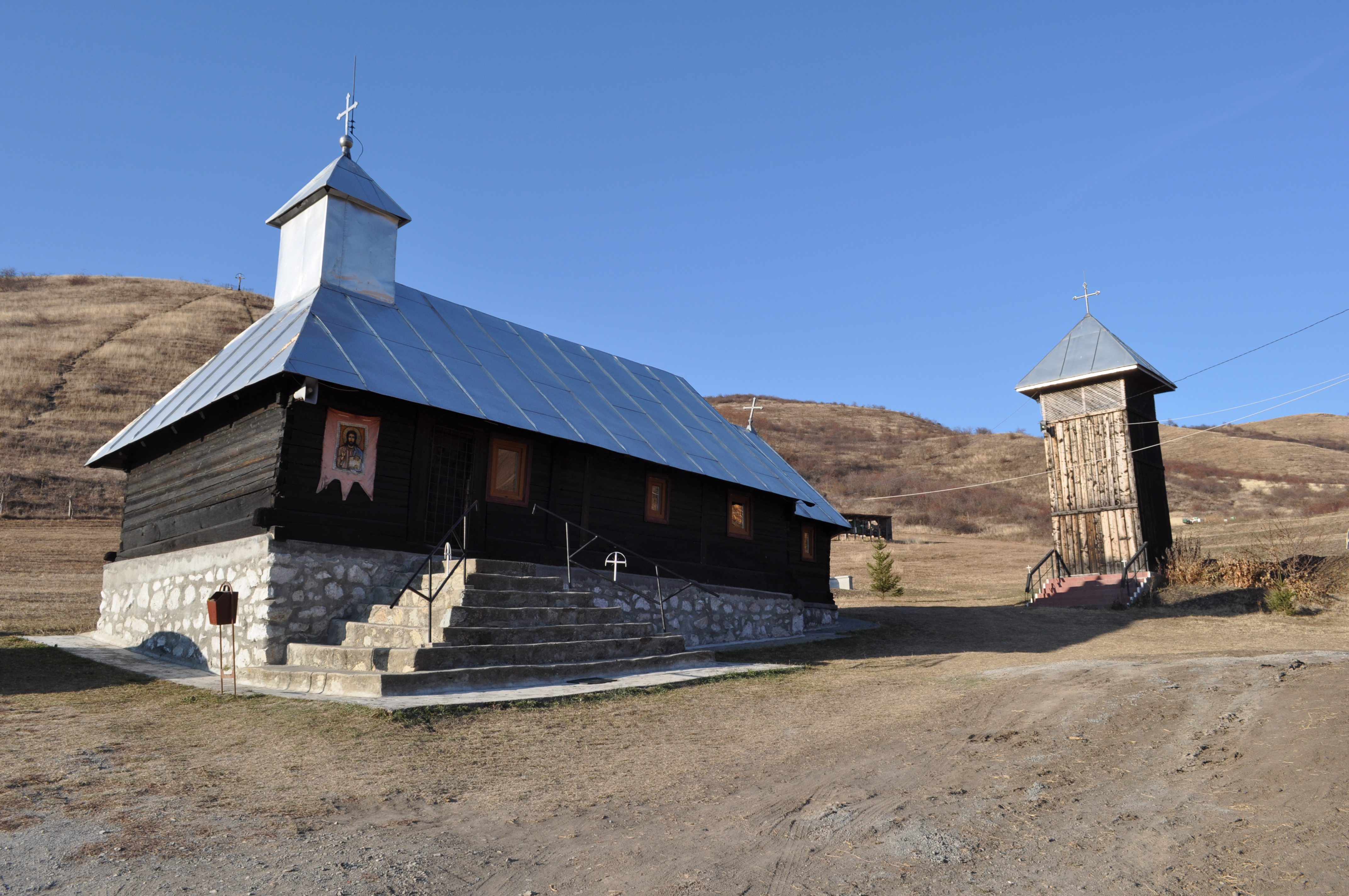
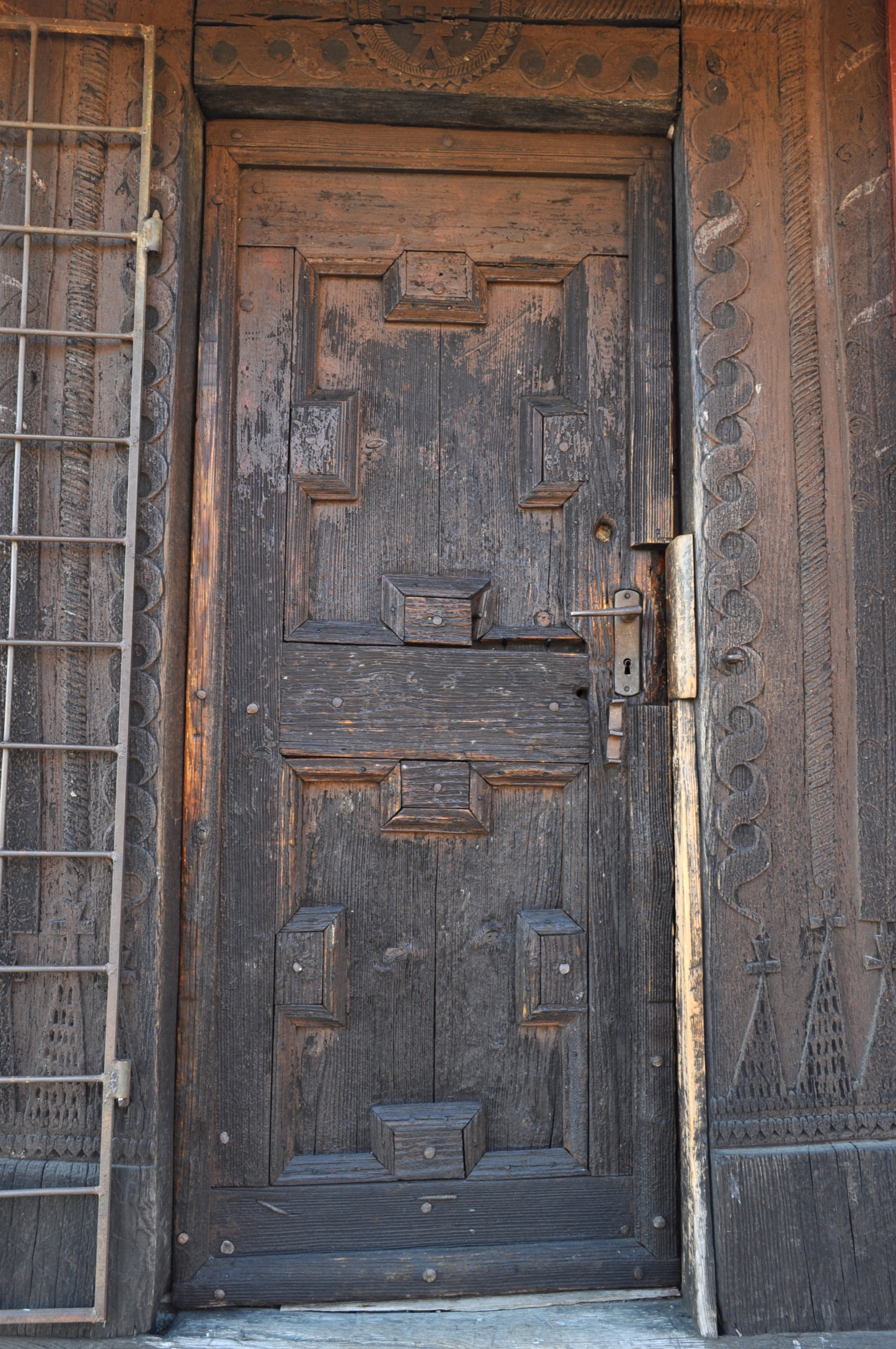
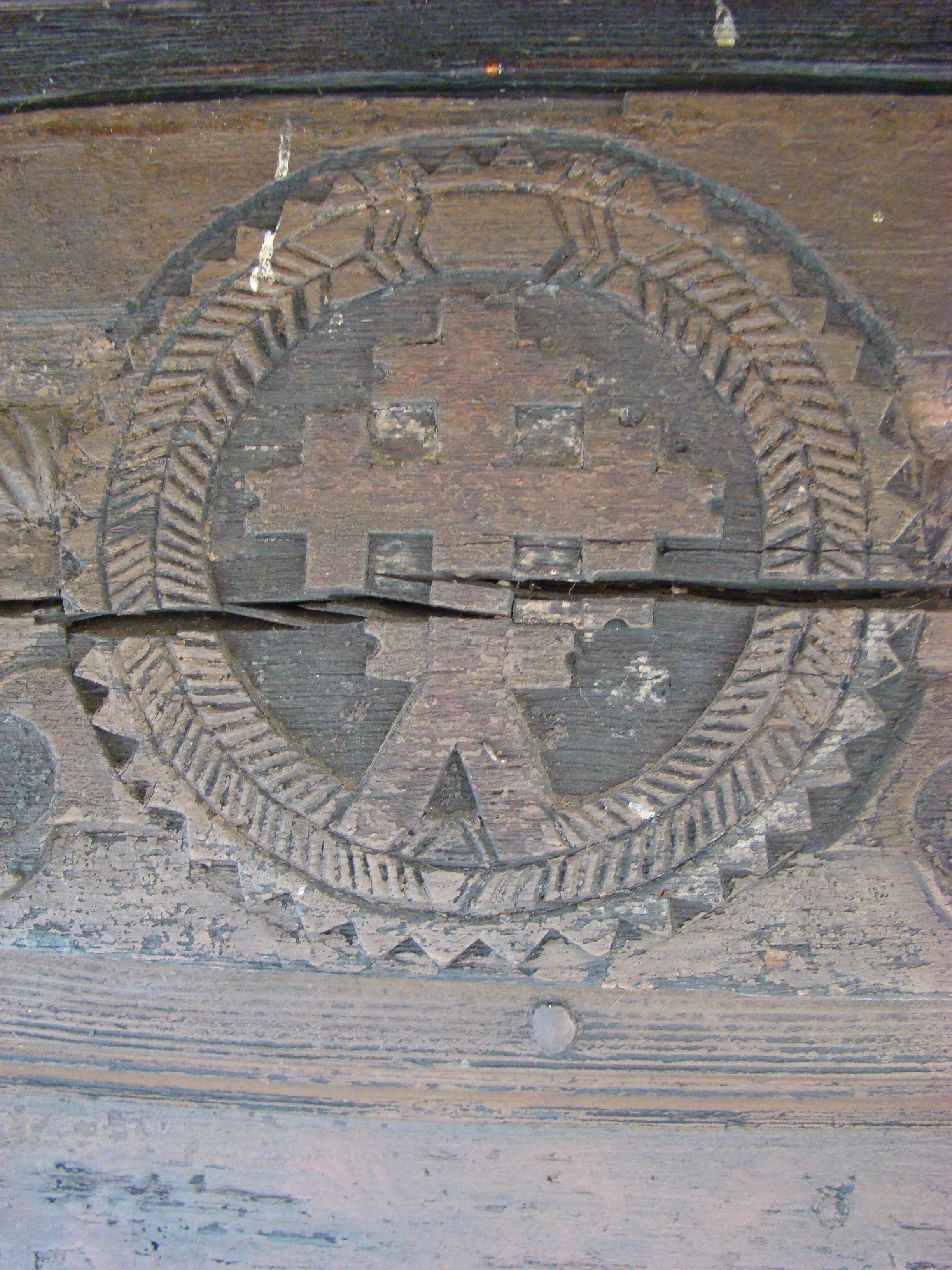
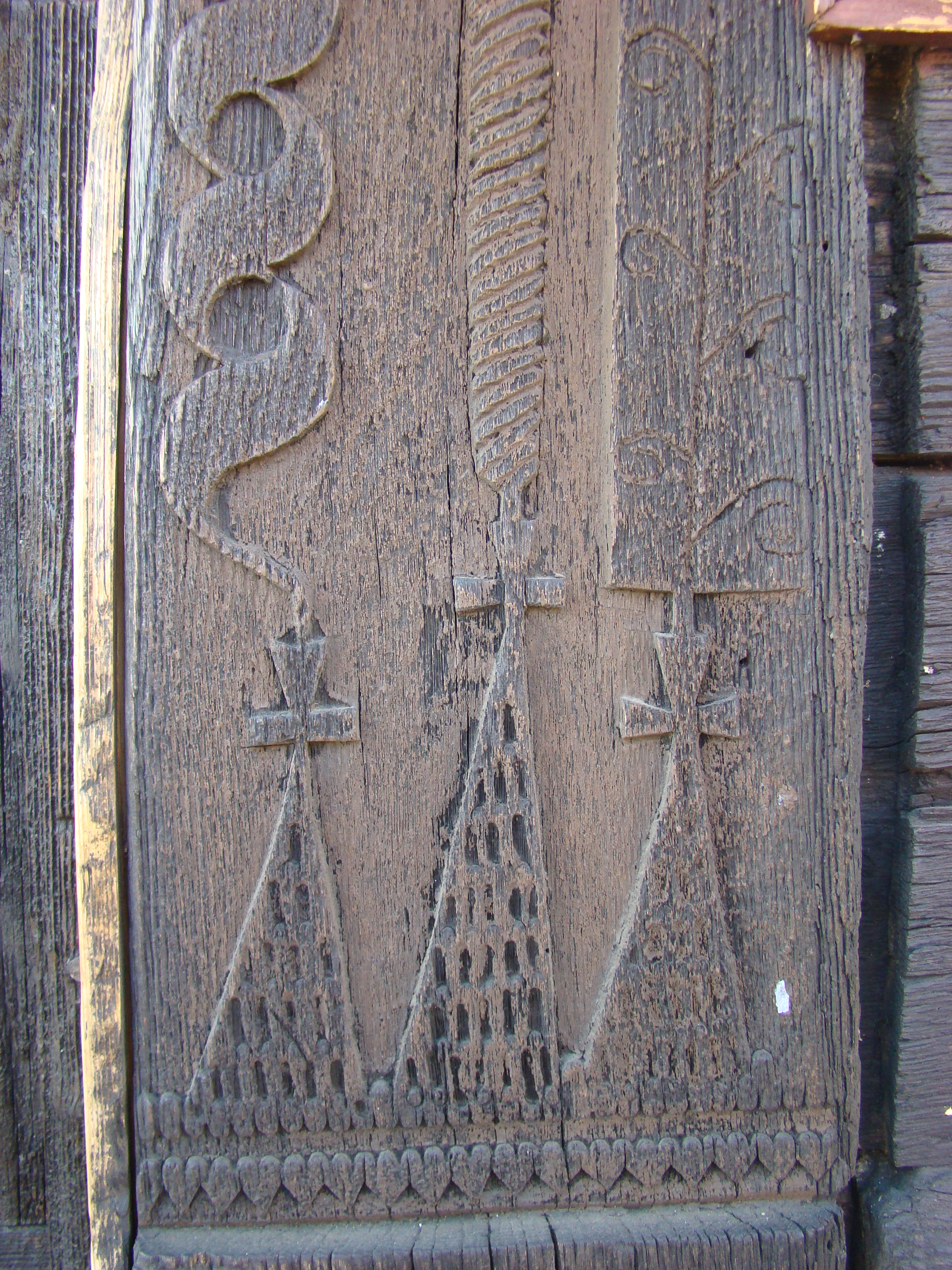
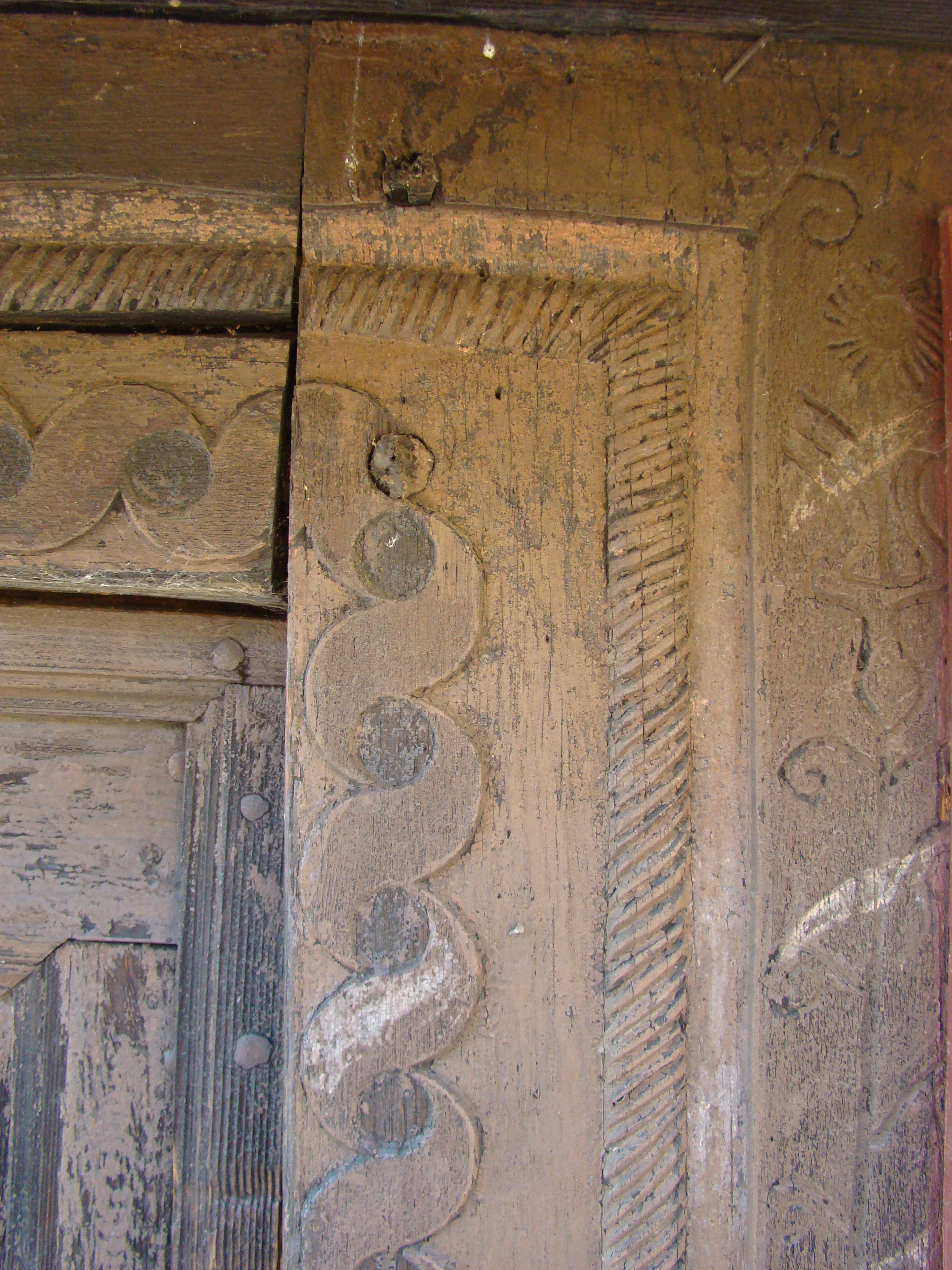
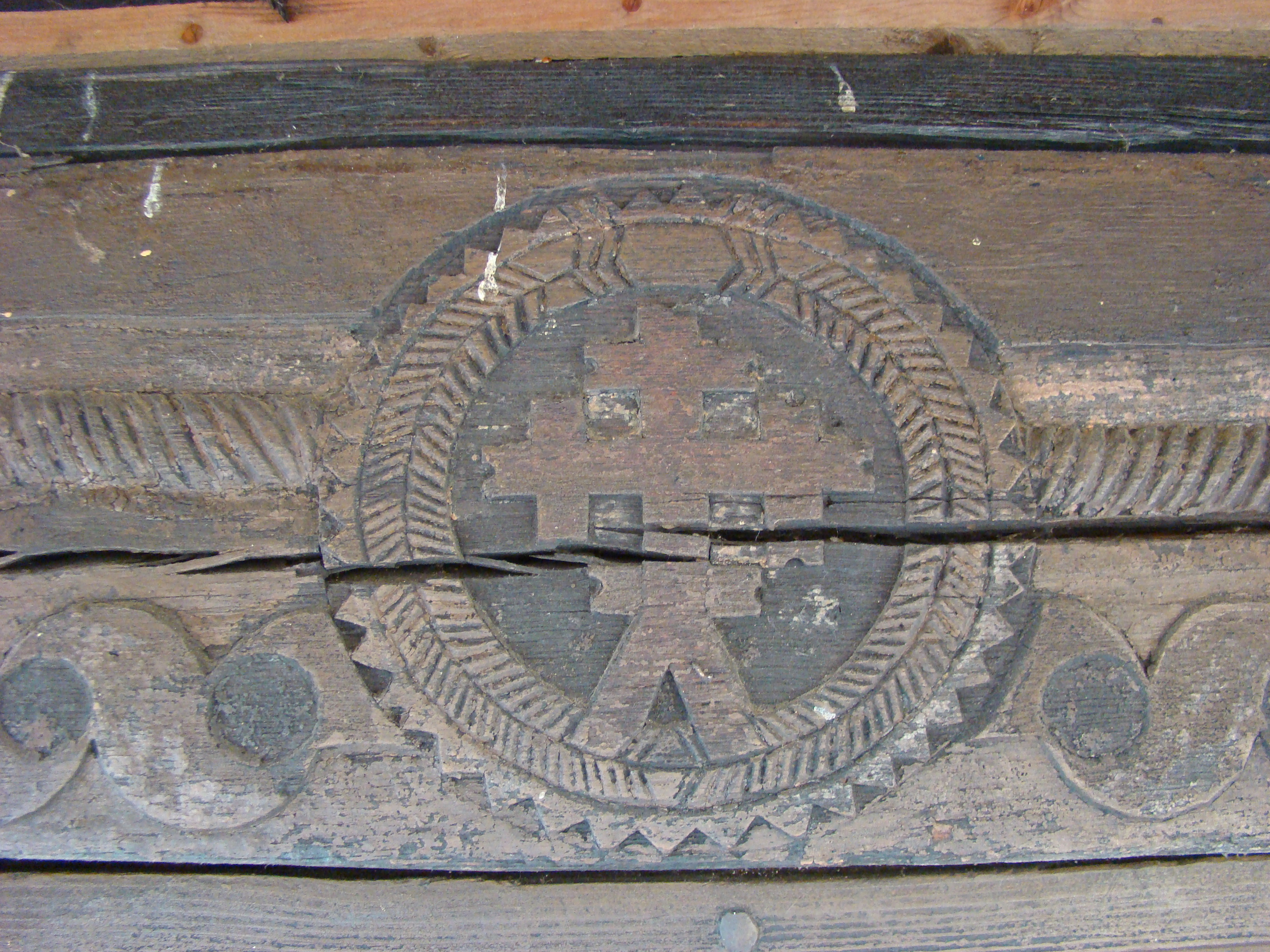
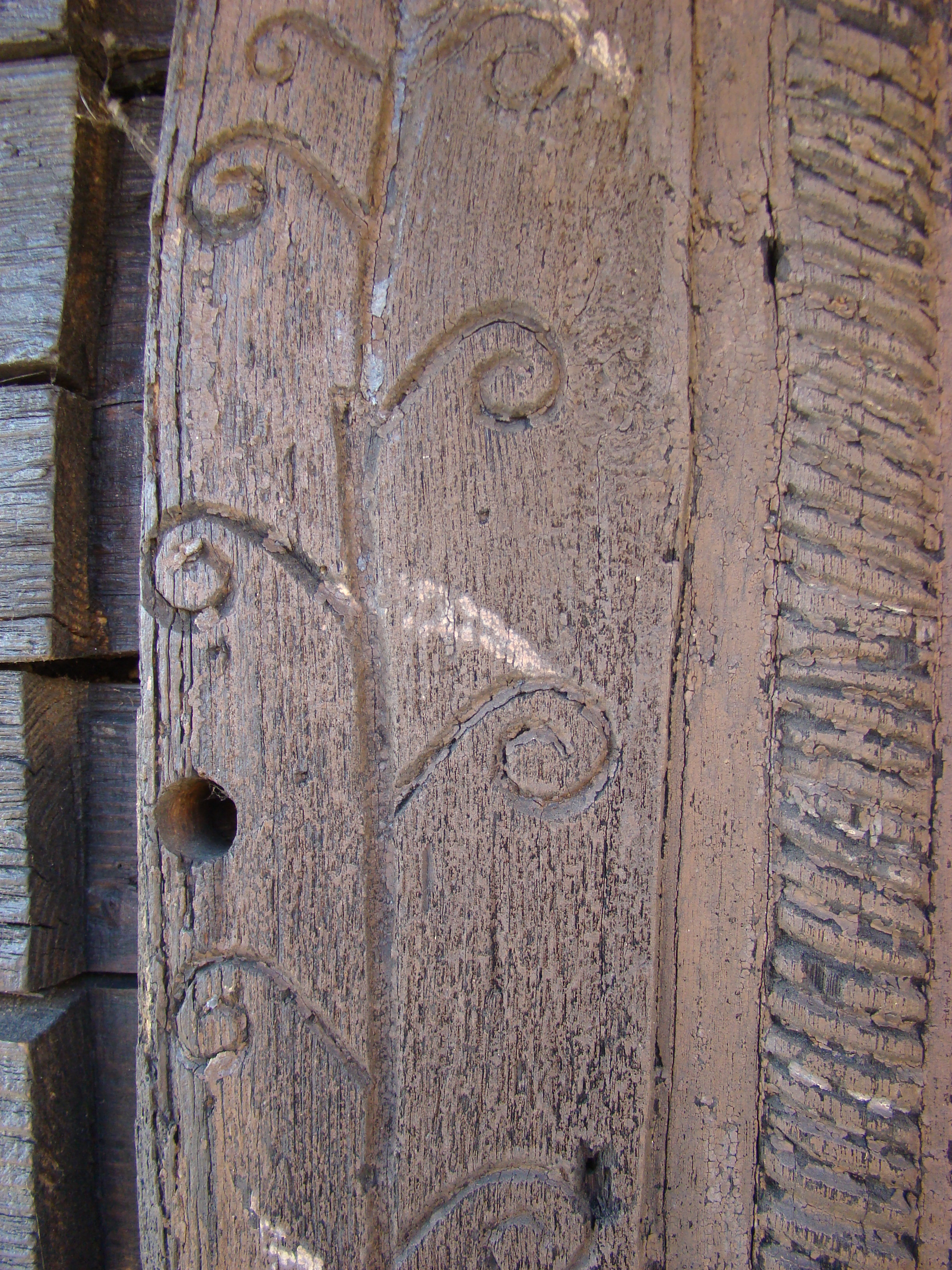
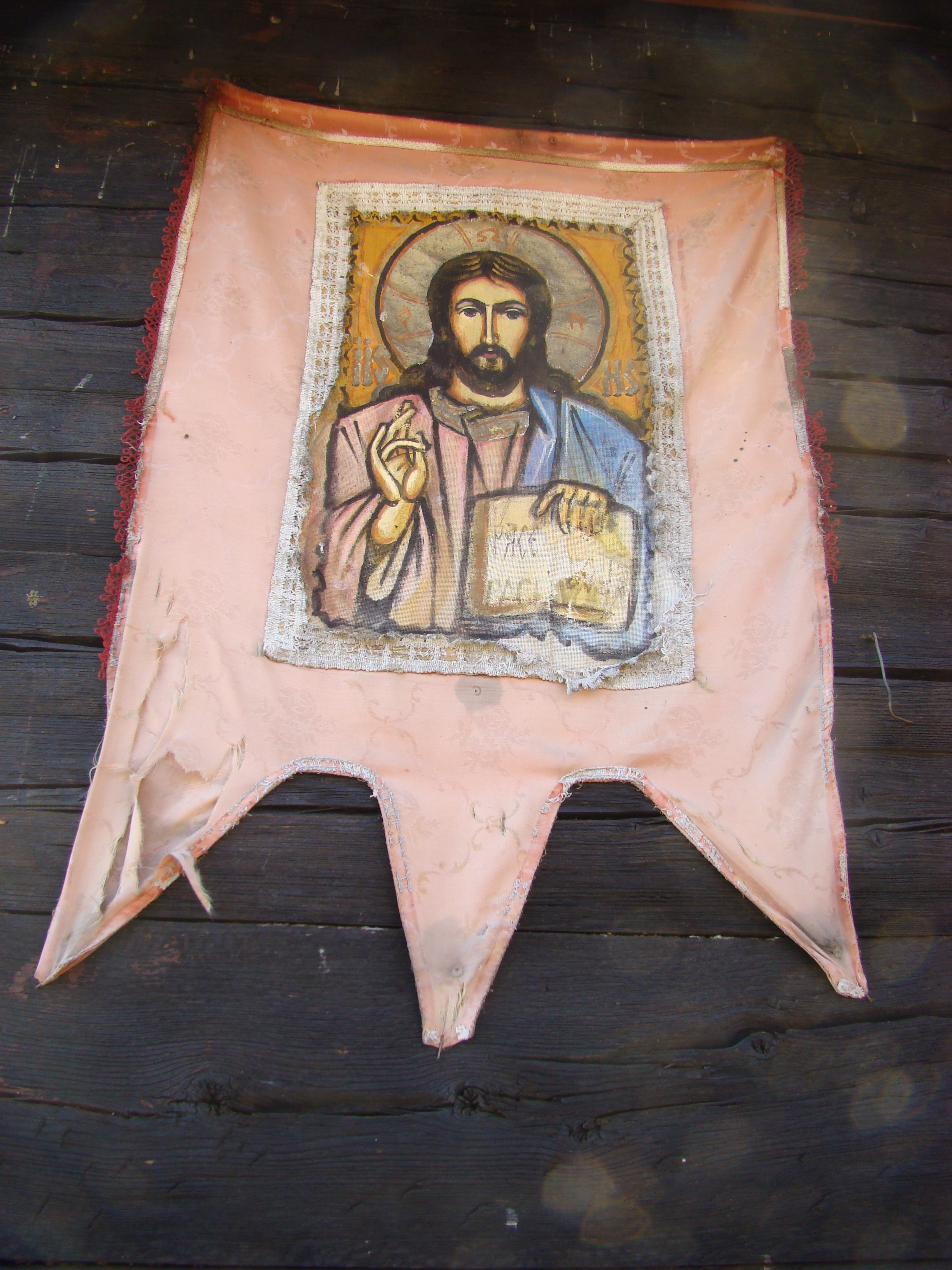
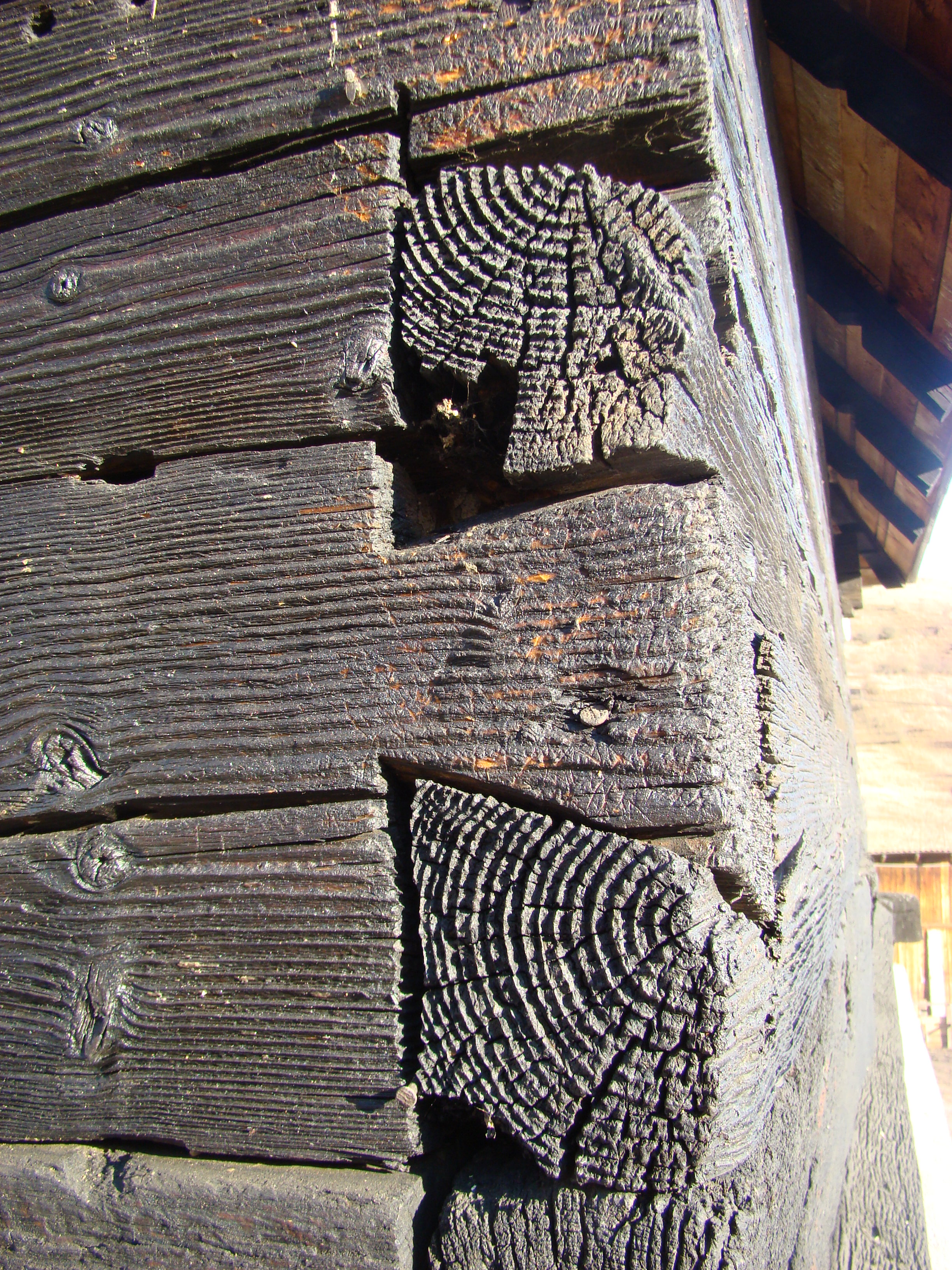
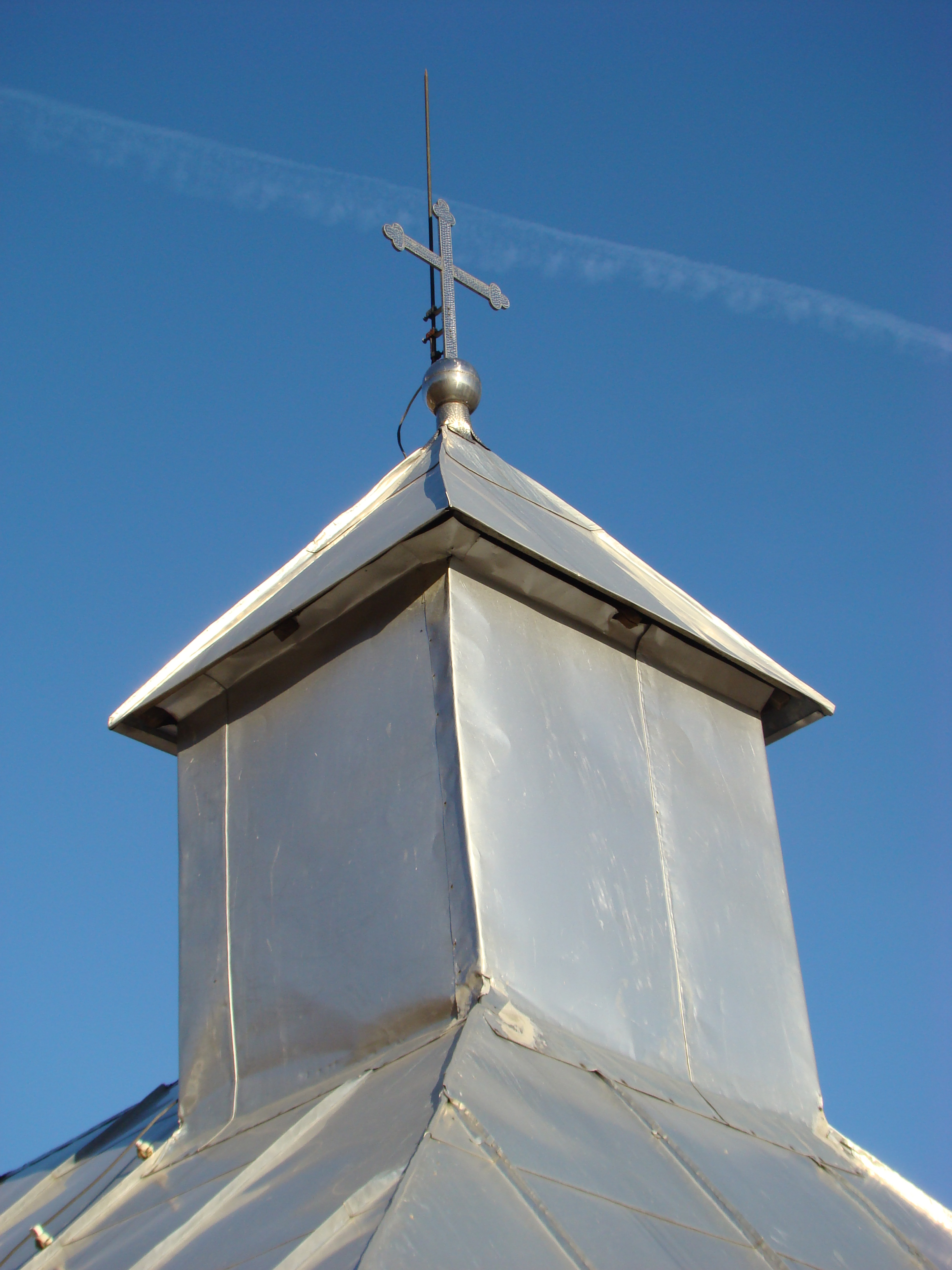

## Imagini din interior

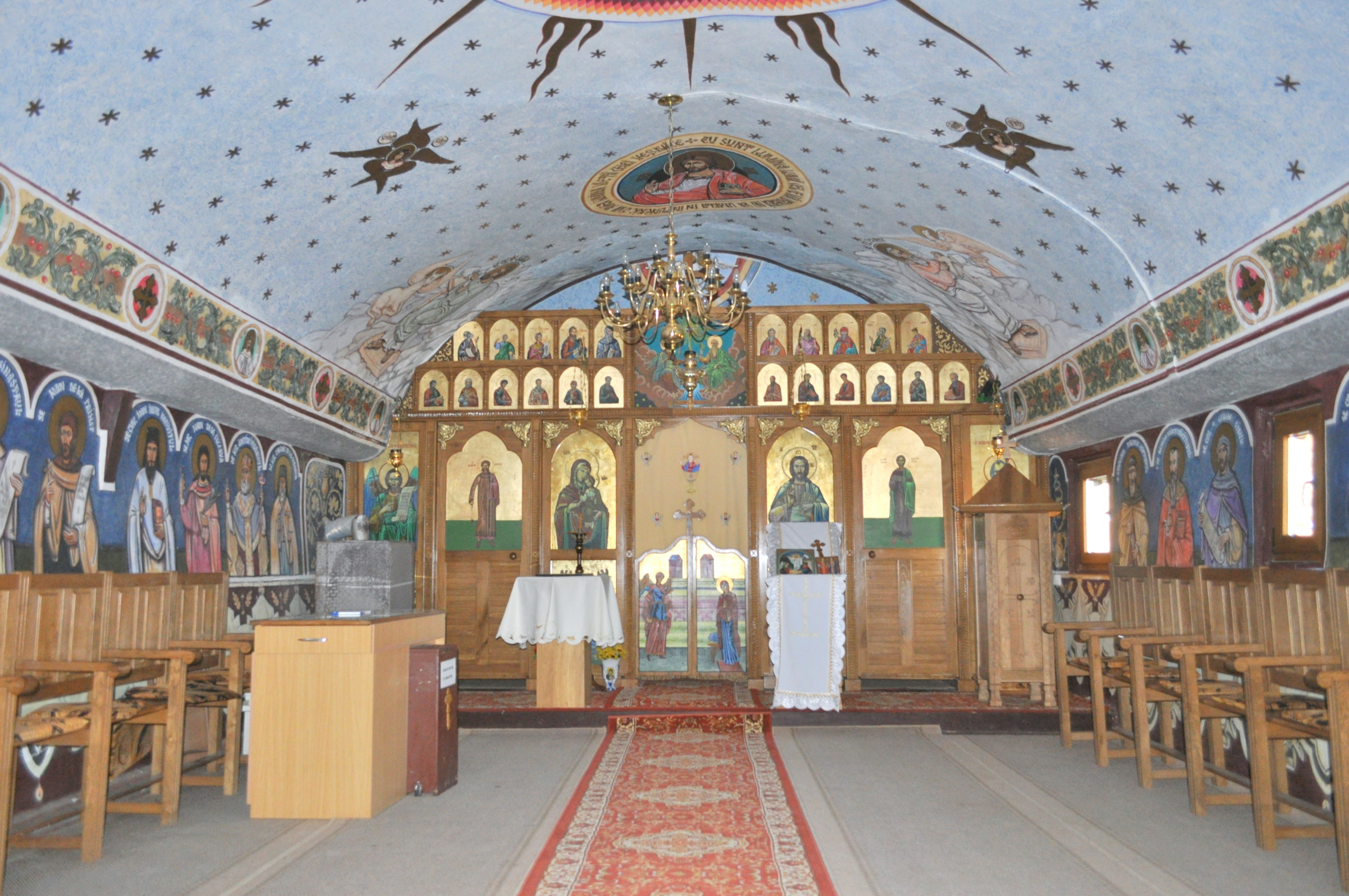
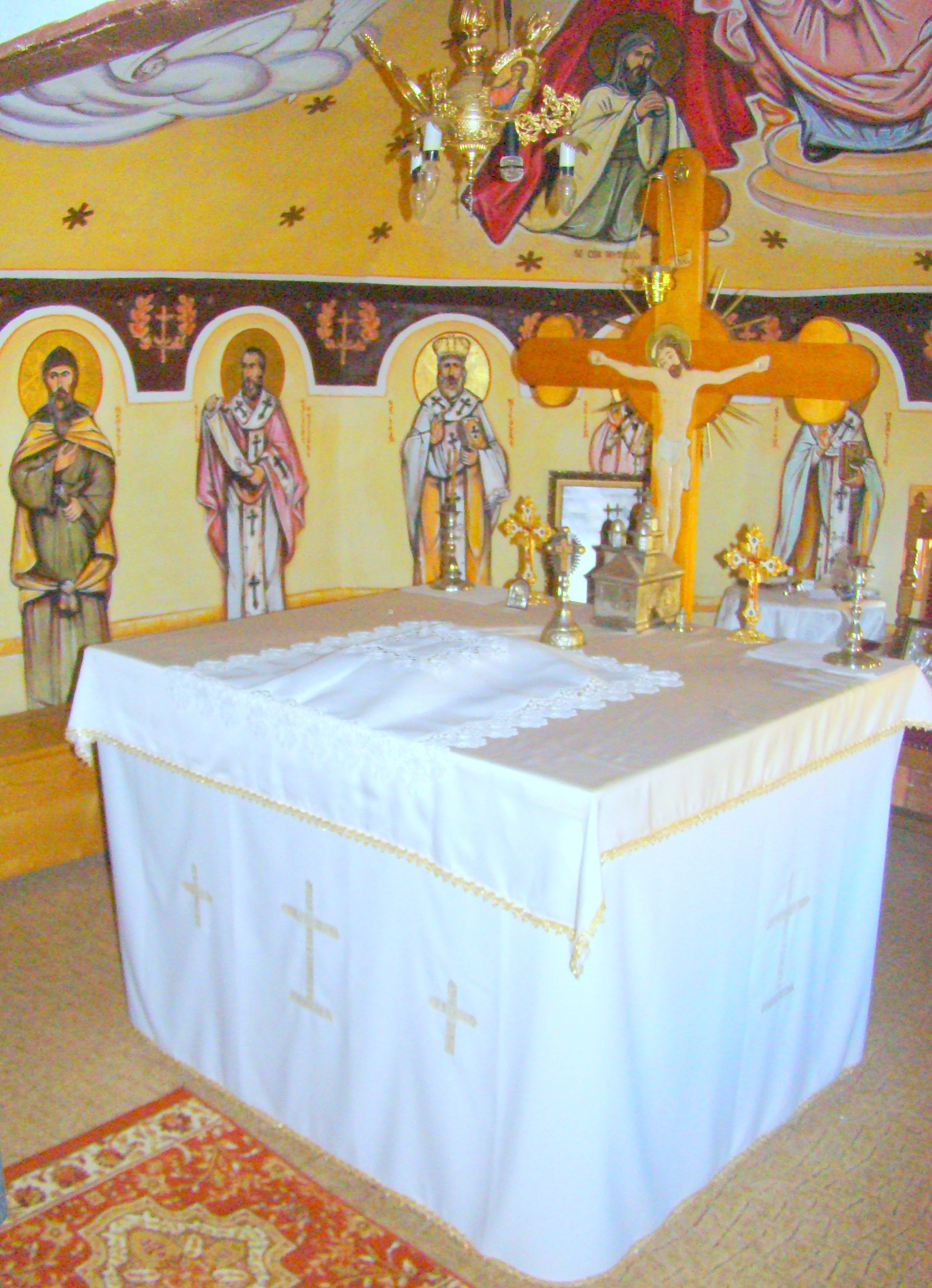
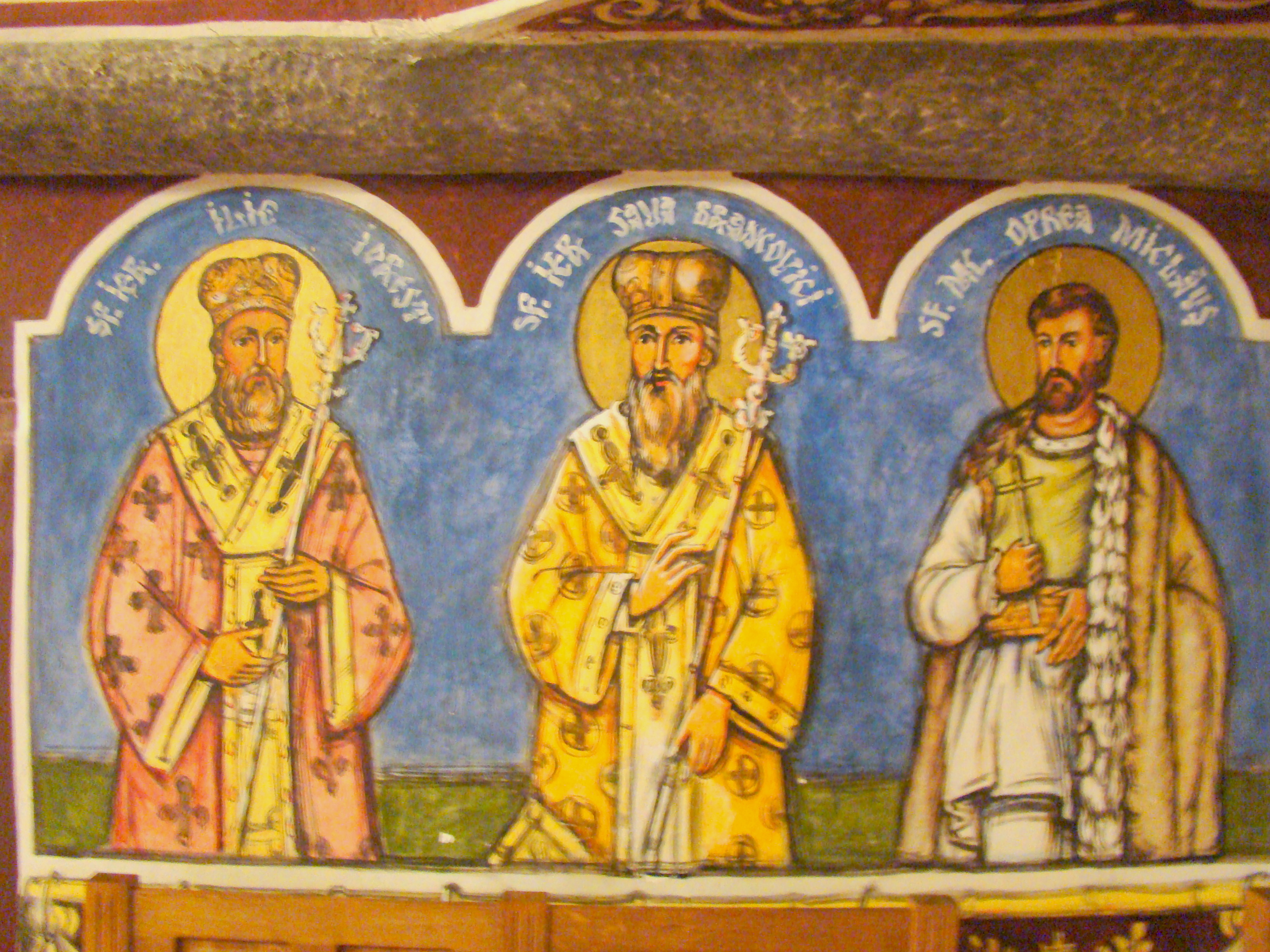
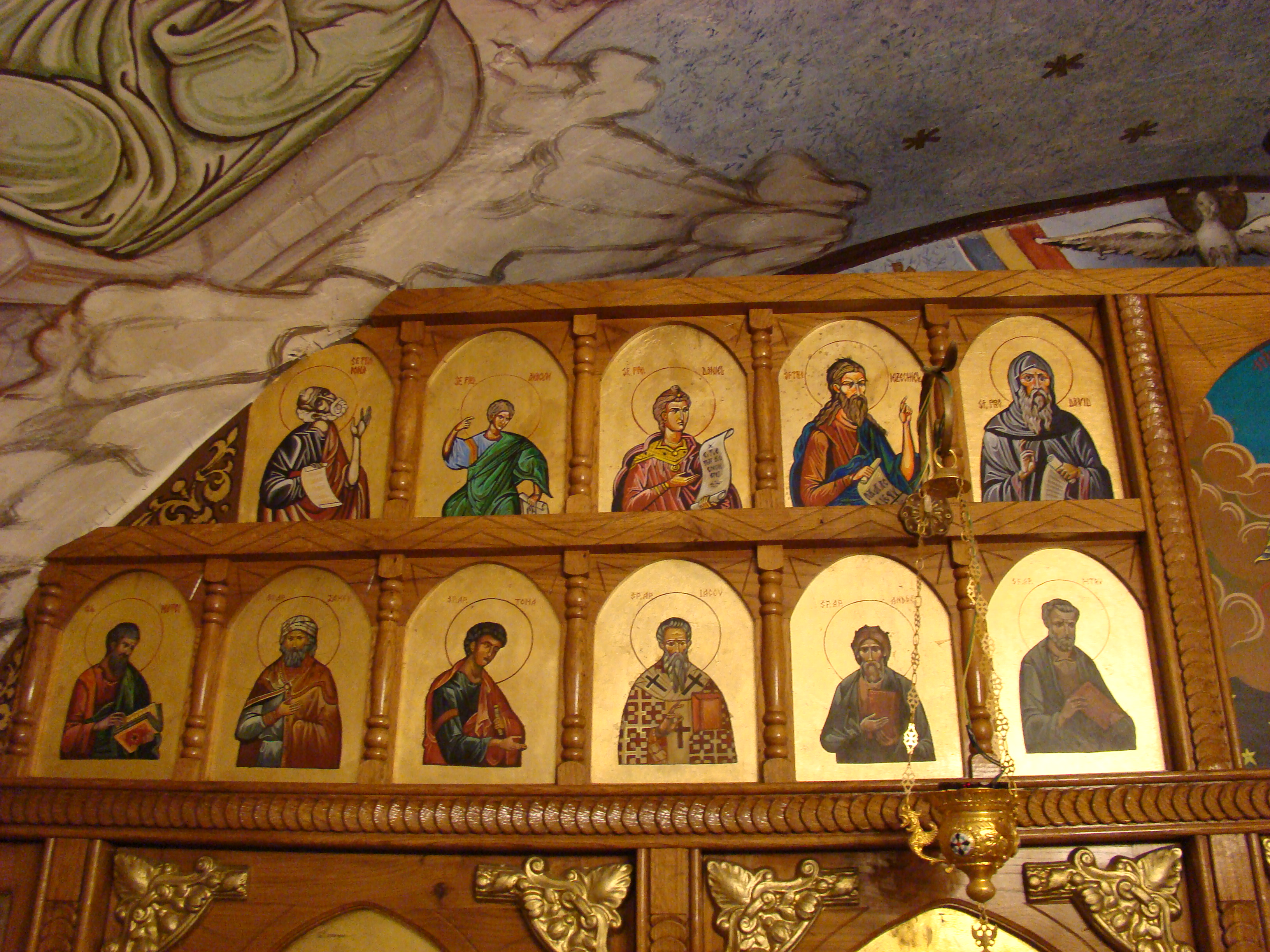
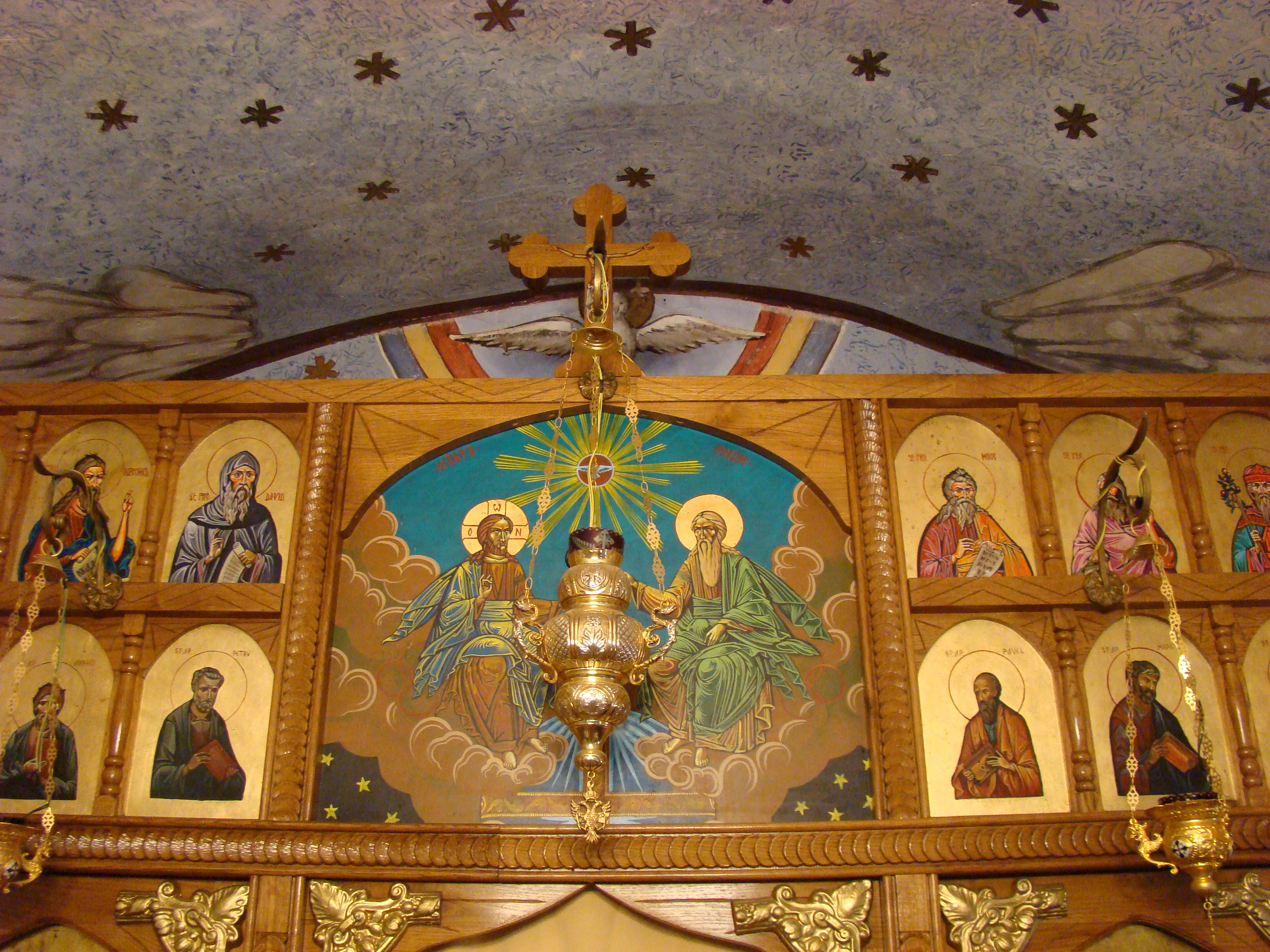
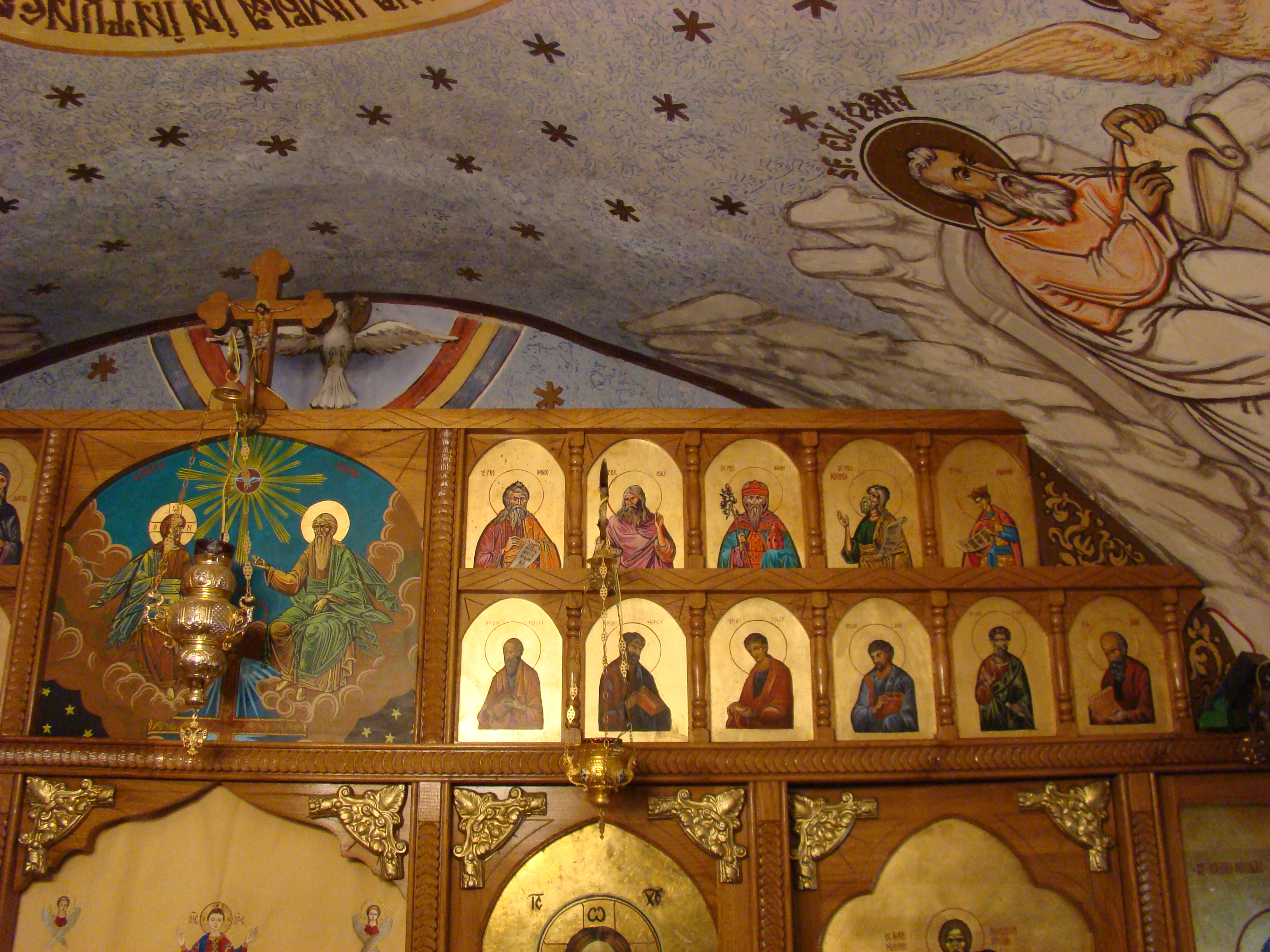
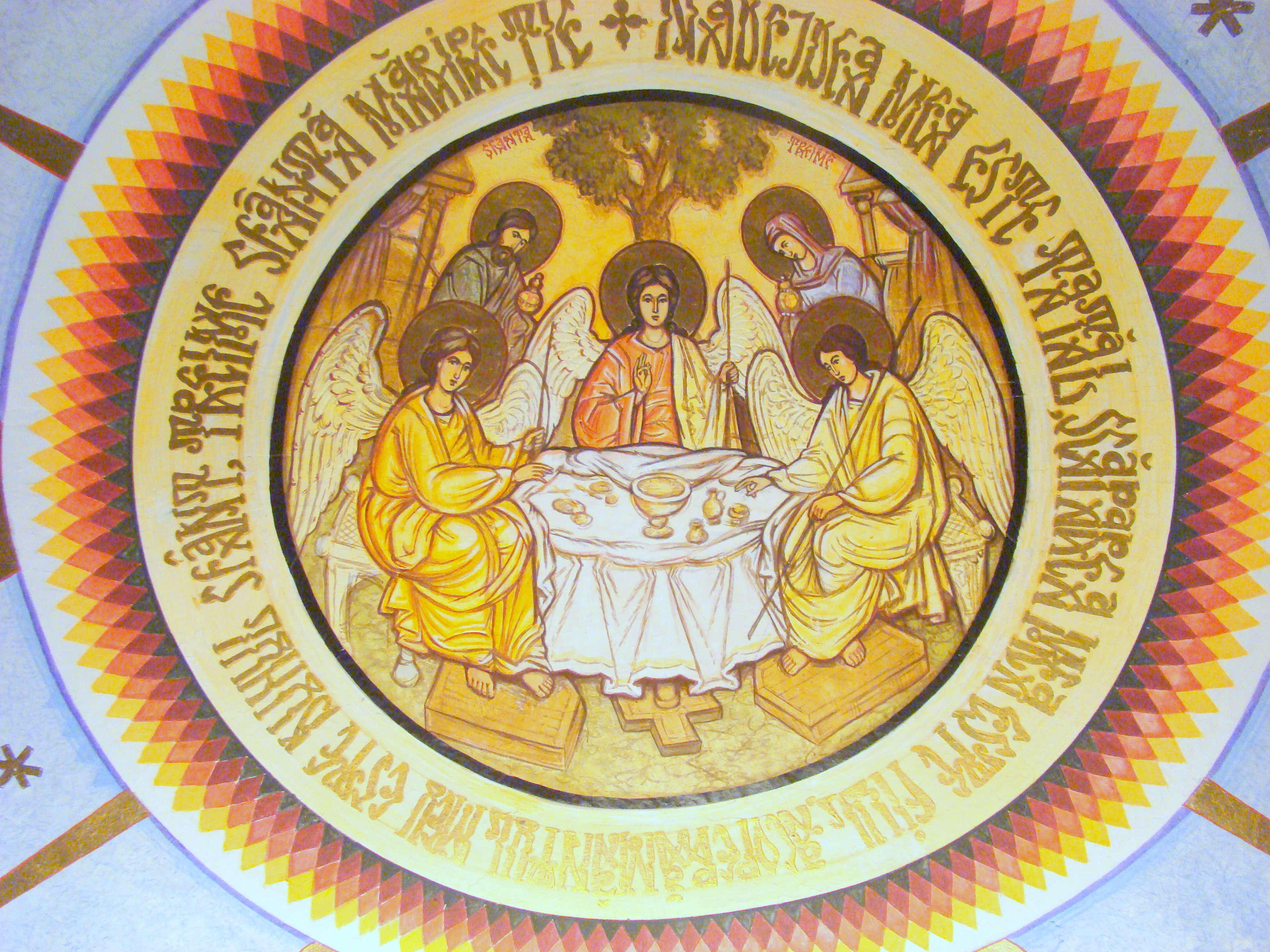
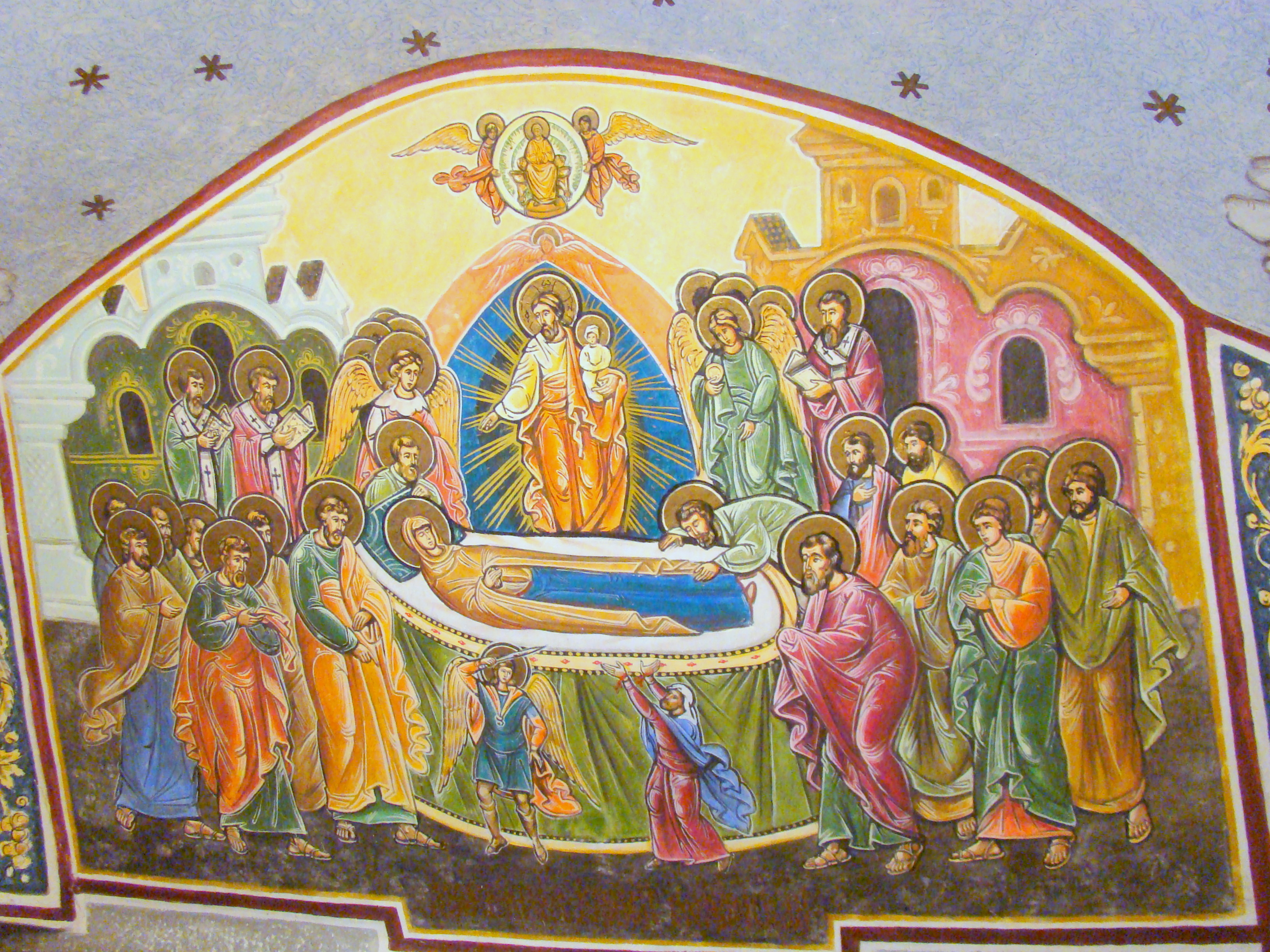
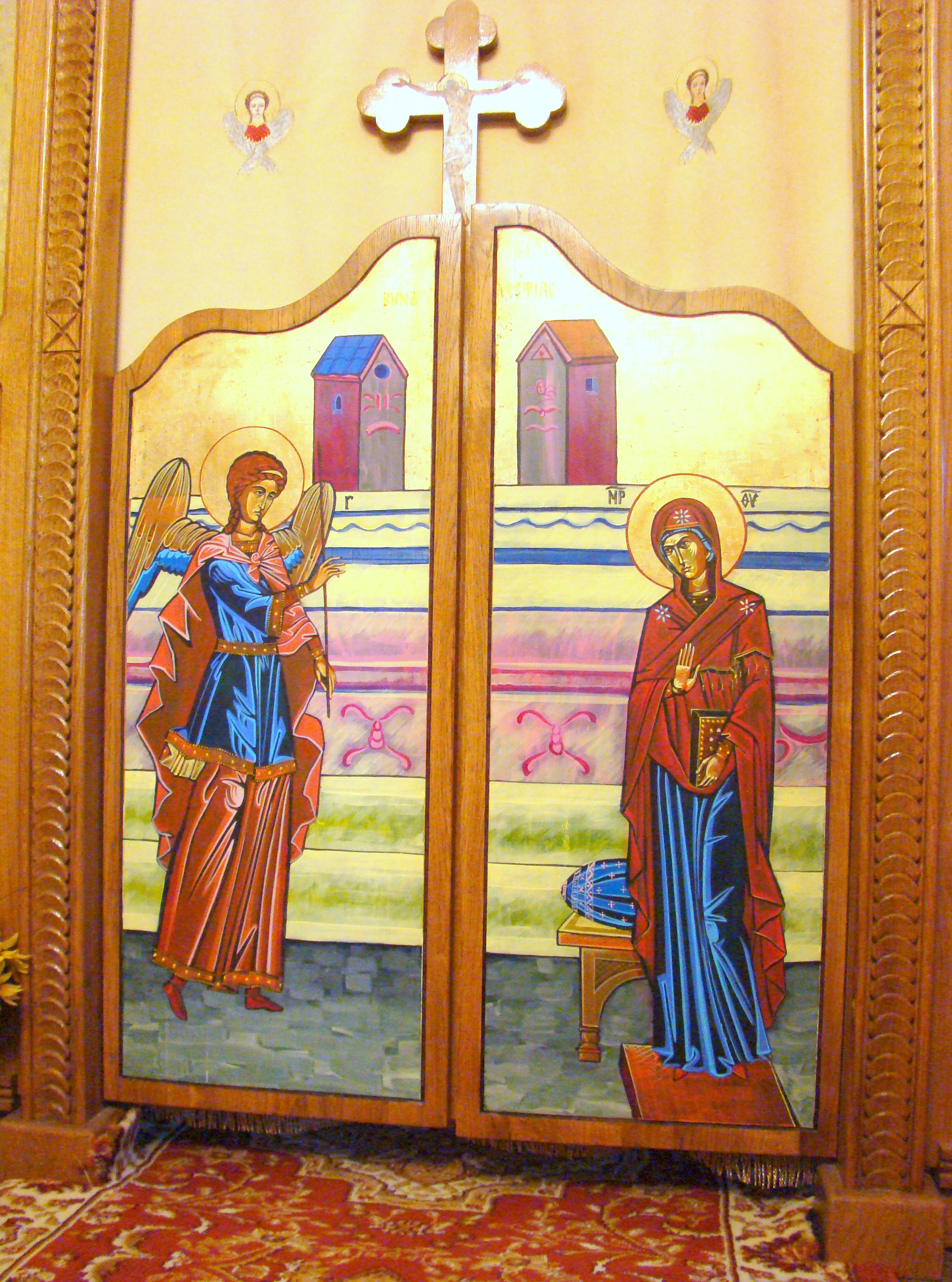
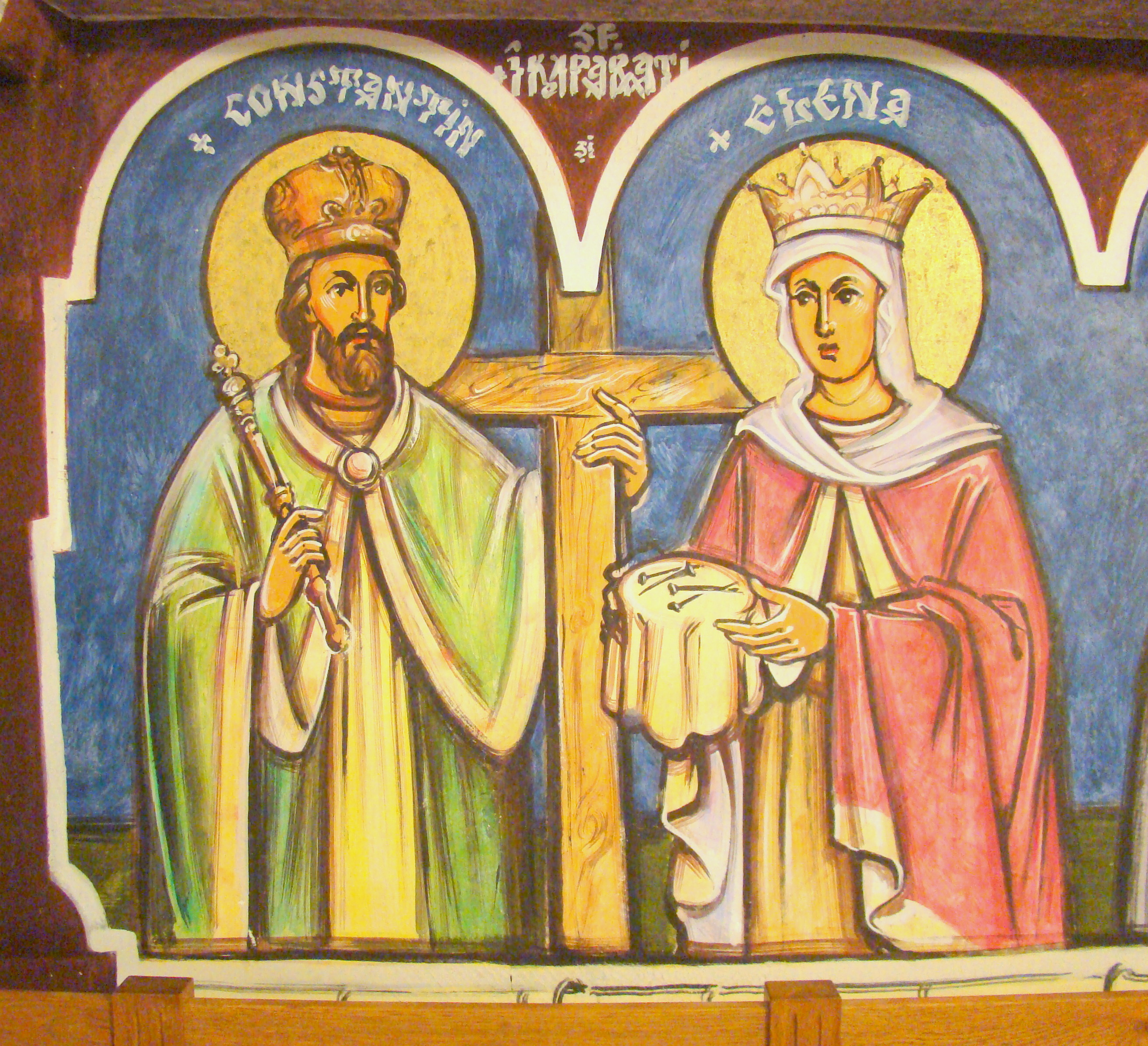
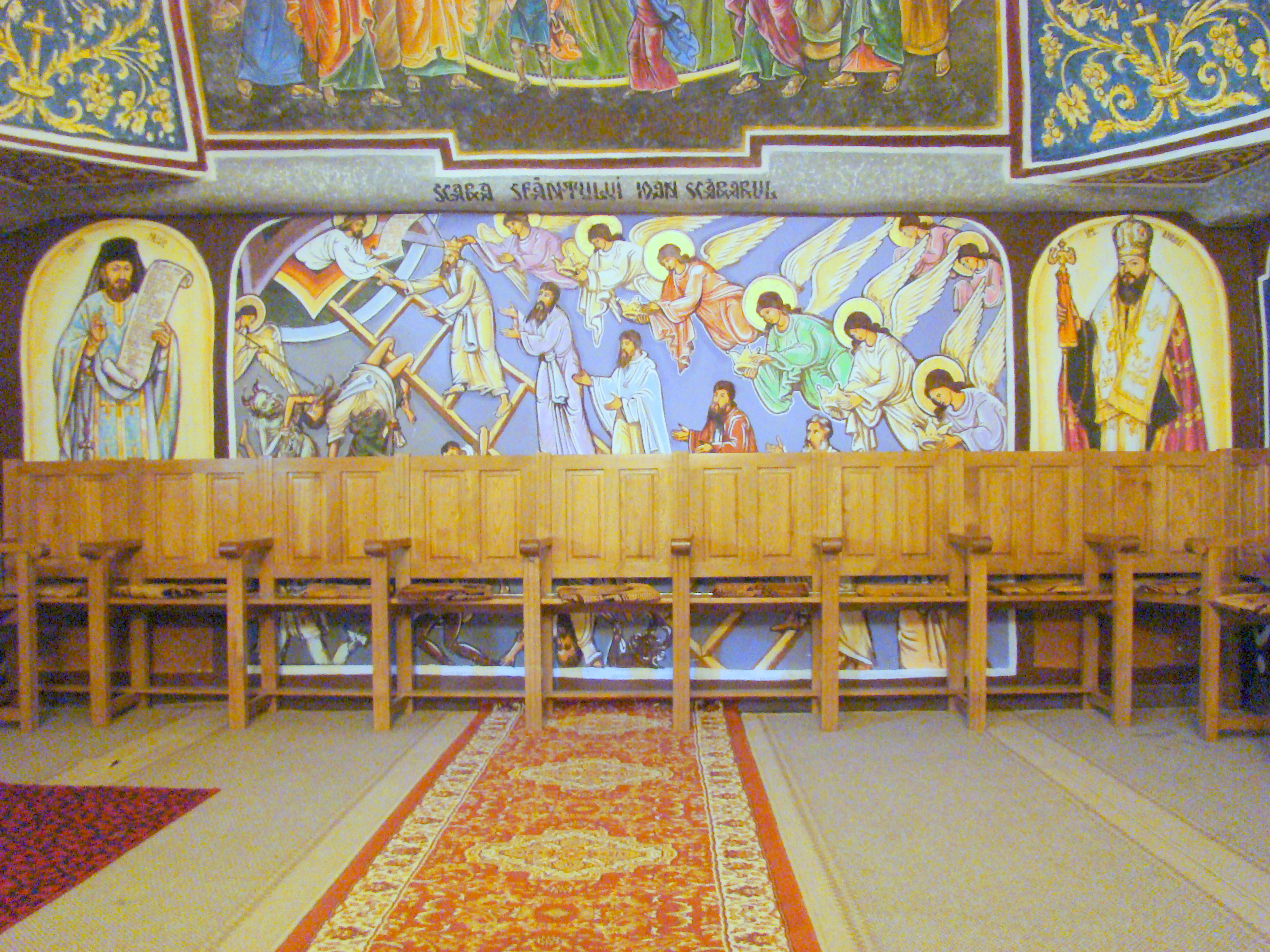